# Liste der Kulturdenkmale in Auerbach/Vogtl.

Wappen von Auerbach

In der Liste der Kulturdenkmale in Auerbach/Vogtl. sind die Kulturdenkmale der sächsischen Stadt Auerbach/Vogtl. verzeichnet, die bis Mai 2019 vom Landesamt für Denkmalpflege Sachsen erfasst wurden (ohne archäologische Kulturdenkmale). Die Anmerkungen sind zu beachten.
Diese Aufzählung ist eine Teilmenge der Liste der Kulturdenkmale im Vogtlandkreis.

## Auerbach/Vogtl.
| Bild                                    | Bezeichnung | Lage                                | Datierung | Beschreibung | ID       |
| --------------------------------------- | --- | ----------------------------------- | --- | --- | -------- |
| Direkt Bild zu diesem Denkmal hochladen | Kriegerdenkmal für die Gefallenen des Ersten Weltkrieges | (alte Ortslage Brunn) (Karte)       | Um 1930 | Schlichte quadratische Stele mit eisernem Kreuz, monumentaler quadratischer Sockel mit Namen der Gefallenen, ortsgeschichtlich von Bedeutung | 09234978 |
| Direkt Bild zu diesem Denkmal hochladen | Häuslerhaus | Alte Mühle 17 (Karte)               | 1702–1703 Dendro | Alte Ortslage Rempesgrün, schönes landschaftstypisches Häuslerhaus, weitgehender Originalzustand, sozialgeschichtlich von Bedeutung. Eingeschossig, außen und innen (Balkendecke) original. | 09234987 |
| Weitere Bilder                          | Nicolaikirche (ehemalige Gottesackerkirche, jetzt Göltzschtalgalerie) | Alte Rodewischer Straße 2 (Karte)   | 1792 | Saalbau mit vorgelegtem Westturm in barocker Tradition, von städtebaulicher, baugeschichtlicher und wissenschaftlicher Bedeutung. Längsrechteckiger Saalbau mit Flachdecke und doppelten umlaufenden Emporen, quadratischer Westturm mit markanter welscher Schieferhaube, Inneres 1982–90 rekonstruiert (ursprüngliche Ausstattung vernichtet), moderner Galerieanbau. | 09234874 |
|                                         | Platzanlage mit Marktbrunnen und Baumgruppe aus sechs Winterlinden | Altmarkt (Karte)                    | 1842–1843 (Brunnen) | Markante Pflasterung des ansteigenden Platzes, stadtgeschichtlich und städtebaulich bedeutsam. - Altmarkt: stark nach Osten hin abfallender, markant gepflasterter Platz mit Brunnen und Baumgruppe aus sechs rondellartig um den Brunnen angeordneten Winterlinden, begrenzt von zwei parallel verlaufenden Straßen sowie traufständig stehenden Wohn- und Geschäftshäusern (Putzbauten), den östlichen Abschluss bildet die Stadtkirche - Brunnen: achteckiger Wasserbehälter aus Granit mit zwei Granitstufen zum abschüssigen Platz im Westen, Speier aus Messing, 1993 erneuert | 09234843 |
| Weitere Bilder                          | Kursächsische Postmeilensäule | Altmarkt (Karte)                    | 2017 (Kopie), Original nach 1721 | Kursächsische Postmeilensäulen (Sachgesamtheit); Kopie einer Distanzsäule, verkehrsgeschichtlich von Bedeutung | 09307190 |
| Direkt Bild zu diesem Denkmal hochladen | Wohnhaus in geschlossener Bebauung und in Ecklage | Altmarkt 1 (Karte)                  | Im Kern vor 1834; nach 1834 Wiederaufbau | Schlichter, gut proportionierter Putzbau mit gewölbtem Erdgeschoss und älterem Keller von wissenschaftlicher und städtebaulicher Bedeutung. Zweigeschossig, Keller, zum Teil wohl noch spätmittelalterlich, originale Eisentür zum Keller mit Beschlag, originales Holztor an der Nicolaistraße (um 1905–1910), gleichzeitige Fenster original beziehungsweise im alten Sinne erneuert. | 09234847 |
| Direkt Bild zu diesem Denkmal hochladen | Wohnhaus in Ecklage und geschlossener Bebauung, ehemaliges Gasthaus Braunes Ross und Hotel | Altmarkt 2 (Karte)                  | 18./19. Jahrhundert oder älter, später überformt | Schlichter Putzbau mit kreuzgratgewölbtem Erdgeschoss, städtebaulicher, stadtgeschichtlicher und wissenschaftlicher Wert. Zweigeschossig, Erdgeschoss wohl 16. Jahrhundert, später mehrfach umgebaut und erweitert, im Erdgeschoss großer Raum mit Kreuzgratgewölben und Mittelpfeiler, originales Einfahrtstor um 1910, Putz und Fenster erneuert, im Obergeschoss einige originale Sprossenfenster. | 09234840 |
| Direkt Bild zu diesem Denkmal hochladen | Ehemaliges Rathaus in geschlossener Bebauung | Altmarkt 4 (Karte)                  | 1840 | Putzbau mit gotisierenden Details, städtebauliche und ortsgeschichtliche Bedeutung. Dreigeschossig, fünfachsig, mittig Korbbogenportal mit Stadtwappen, kreuzgratgewölbte Durchfahrt, Differenztreppe mit originalem Schmuckgitter, Fassade 1969 reduziert, ursprünglicher Dachreiter abgetragen, einige originale Sprossenfenster im zweiten Geschoss. | 09234841 |
| Direkt Bild zu diesem Denkmal hochladen | Ehemaliger Gasthof Zum Bären (jetzt Wohnhaus) in geschlossener Bebauung | Altmarkt 6 (Karte)                  | Nach 1834 | Schlichter Putzbau von lokalgeschichtlichem Wert. Wiederaufbau nach Stadtbrand 1834, dreigeschossig, traufständig, Fassade erneuert, Gasthof auch „Zum schwarzen Bären“. | 09234889 |
| Weitere Bilder                          | Ehemaliges Gerichtsgebäude (jetzt Wohnhaus) in Ecklage in halboffener Bebauung | Altmarkt 9 (Karte)                  | Nach 1864, im Kern älter | Schlichter spätklassizistischer Putzbau mit älteren Gewölben im Erdgeschoss, städtebaulicher, regionalgeschichtlicher und wissenschaftlicher Wert. - Gerichtsgebäude (erbaut nach 1864, im Kern älter, besonders Keller und Erdgeschoss, bis 1927 Amtsgericht): dreigeschossige Zweiflügelanlage, zum Altmarkt repräsentatives Portal, im Erdgeschoss Tonnen- und Kreuzgratgewölbe, weitgehender Originalzustand - Abgebrochenes Hintergebäude: ehemals Wagenremise des Gefängnisses mit Dach und Kranvorrichtung im Originalzustand und kreuzgratgewölbtem Erdgeschoss, mit regionalgeschichtlichem und wissenschaftlichem Wert, vermutlich 17./18. Jahrhundert (abgebrochen 1997), ehemals nach Westen anschließendes Gebäude 1992 abgerissen, ehemalige Haftanstalt (Vordergebäude?) 1978 bis auf Mauerreste abgerissen | 09234844 |
| Direkt Bild zu diesem Denkmal hochladen | Ehemaliges Wohnhaus (Altmarkt 12, heute Bankgebäude) in Ecklage, sowie Gebäudeteil am Kirchplatz (Querstraße 3) | Altmarkt 12 (Karte)                 | Nach 1834, später mehrfach erneuert; im Kern wohl 1529 | Vermutlich Neubau von 1824/34, an gleicher Stelle ursprünglich Knabenschule von 1529, schlichter Putzbau mit Walmdach und markanten Dachgaupen zum Altmarkt, von städtebaulicher sowie stadtgeschichtlicher Bedeutung. Zweigeschossig, Fenster im Erdgeschoss mit originaler Vergitterung (wohl um 1910), 1995 Raiffeisenbank, Anbau zum Kirchplatz wohl noch von 1529 (Erwähnung als Knabenschule, im 18. Jahrhundert am heutigen Standort nachweisbar). | 09234890 |
| Direkt Bild zu diesem Denkmal hochladen | Portal (mit Tür) eines Wohnhauses | Am Graben 1 (Karte)                 | Bezeichnet mit 1812 | Zeittypisches Granitportal von baugeschichtlichem Wert. Gebäude massiv, leicht überformt, mit originalem Türportal, bezeichnet mit „CLH 1812“. | 09234863 |
| Direkt Bild zu diesem Denkmal hochladen | Wohnhaus in ehemals geschlossener Bebauung | Am Graben 3 (Karte)                 | Bezeichnet mit 1835 | Zeittypischer Putzbau mit Granitportal, von baugeschichtlichem und stadtentwicklungsgeschichtlichem Wert. Zweigeschossig, fünf Achsen, im Erdgeschoss sehr schönes Türportal, Granit mit Ohrung und Zopfmotiv und originaler Haustür aus der Erbauungszeit, zweiflügelige Rahmenfüllungstür mit geschnitzten Füllungen und verziertem, reich dekorierten Oberlichtfenster, bezeichnet mit „C. F. F. 1835“, im Erdgeschoss ebenso erhalten originale Fenstergewände mit einer Hohlkehlung. | 09234862 |
| Direkt Bild zu diesem Denkmal hochladen | Wohnhaus in ehemals geschlossener Bebauung | Am Graben 5 (Karte)                 | Bezeichnet mit 1835 | Zeittypischer Putzbau mit Granitportal, von baugeschichtlichem und stadtentwicklungsgeschichtlichem Wert. Zweigeschossig, fünf Achsen, Fensterachsen leicht verändert, überformt und modernisiert, originales Türportal, Stichbogenportal mit Schlussstein und Ohrung, Haustür aus der Zeit um 1905, Fenster im Erdgeschoss zu Schaufenstern erweitert, Haus gehört zum alten Stadtkern von Auerbach und hat daher auch eine stadtentwicklungsgeschichtliche Bedeutung. | 09234861 |
| Direkt Bild zu diesem Denkmal hochladen | Portal (mit Tür) eines Wohnhauses | Am Graben 10 (Karte)                | Bezeichnet mit 1833 | Markantes Granitportal, originale Tür mit Jugendstildekor, baugeschichtlich von Bedeutung. Bezeichnet mit „H 1833“ | 09234864 |
| Direkt Bild zu diesem Denkmal hochladen | Feuerwehrgebäude (jetzt Werkstatt) | Am Turnplatz 11 (Karte)             | Um 1924 laut Auskunft | Alte Ortschaft Rempesgrün, malerischer Putzbau mit Fachwerkteilen von ortsgeschichtlichem, ortsbildprägendem und wissenschaftlichem Wert, bemerkenswerter Originalzustand. Zweigeschossig, Obergeschoss Fachwerk, rückseitig Fachwerk-Eckturm mit Satteldach, kompletter Originalzustand, unter anderem Garagentor, Türen, Fenster, erbaut um 1924 (Angabe der jetzigen Bewohner). | 09234986 |
| Direkt Bild zu diesem Denkmal hochladen | Sprungturm des Waldbades Brunn | Badstraße 1a (Karte)                | Um 1965 | Alte Ortslage Brunn, Sprungturm bemerkenswerter Betonbau der 1960er Jahre, wissenschaftlicher Wert | 09234975 |
| Direkt Bild zu diesem Denkmal hochladen | Fassade einer ehemaligen Textilfabrik (jetzt Stadtarchiv) in halboffener Bebauung (ehemals Wäschefabrik Wartenberg und WARCO-Nachtwäsche)                                                                               | Bahnhofstraße 1 (Karte)             | Bezeichnet mit 1897 | Zeittypische historisierende Klinkerfassade (Neorenaissance-Elemente) von stadtbildprägender und industriegeschichtlicher Bedeutung. Zweigeschossig, roter Klinker, Eckrisalite, Eingangstür im Originalzustand. | 09234873 |
| Direkt Bild zu diesem Denkmal hochladen | Ehemaliges Hotel (jetzt Verwaltungsgebäude) in halboffener Bebauung und in Ecklage | Bahnhofstraße 8 (Karte)             | Um 1900 | Klinkerbau in historisierenden Formen von bauhistorischer und gewichtiger stadtbildprägender Bedeutung. Dreigeschossig, roter Klinker mit weißen Putzstreifen, dreiseitige Eckgestaltung mit markanten Giebeln, Baudekor (unter anderem männliche und weibliche Köpfe) in Jugendstilmanier, Fenstersprossung im alten Sinne erneuert. | 09234946 |
| Direkt Bild zu diesem Denkmal hochladen | Ehemalige Amtshauptmannschaft (Nr. 12, heute Landratsamt) in offener Bebauung, mit Remisengebäude (Nr. 12a) | Bahnhofstraße 12, 12a (Karte)       | Um 1875 | Stattliches Gebäude im Stil der Neorenaissance, regionalgeschichtlicher, wissenschaftlicher und städtebaulicher Wert. Zweigeschossig, sieben × drei Achsen, Schmalseiten mit Mittelrisalit, Sockel Zyklopenmauerwerk, Putz erneuert. Remise (Nummer 12a): anderthalbgeschossig, Anbau der Kutscherwohnung zweieinhalbgeschossig. | 09234920 |
| Direkt Bild zu diesem Denkmal hochladen | Mietvilla mit Einfriedung | Bahnhofstraße 18 (Karte)            | Bezeichnet mit 1900 | Repräsentatives Gebäude in historisierenden Formen mit Jugendstildetails, qualitätvolles Interieur, deshalb von baugeschichtlichem und hohem wissenschaftlichem Wert. Zweigeschossig, Mittelrisalit mit geschweiftem Giebel, historisierende Architekturelemente mit Motiven aus profaner Spätgotik, Renaissance und Barock, ausgezeichnete originale Einrichtung in nur noch selten anzutreffender Vollständigkeit. | 09234945 |
| Direkt Bild zu diesem Denkmal hochladen | Villa mit Einfriedung | Bahnhofstraße 22 (Karte)            | Um 1900 | Repräsentativer historisierender Klinkerbau von wissenschaftlichem und städtebaulichem Wert. Zweigeschossig, roter Klinker, dekorative Werksteinelemente, seitlich repräsentative Portalvorhalle, inklusive Einfriedung komplett noch im Originalzustand. Remise: zweigeschossiger gelber Klinkerbau, vor 2014 abgebrochen. | 09234944 |
| Direkt Bild zu diesem Denkmal hochladen | Villa mit angebautem Manufakturgebäude sowie Einfriedung | Bahnhofstraße 24 (Karte)            | Um 1910 | Repräsentative, jedoch relativ schlichte und gut proportionierte Gebäudegruppe, Reformstil-Architektur, von wissenschaftlichem und städtebaulichem Wert, beide Gebäude mit Mansarddächern, guter Originalzustand. - Hauptbau: zweigeschossig, drei mal drei Achsen, annähernd quadratische Grundform - Manufakturanbau: eingeschossig, vier mal vier Achsen, ebenfalls quadratischer Grundriss | 09234943 |
| Direkt Bild zu diesem Denkmal hochladen | Wohnhaus in halboffener Bebauung in Ecklage | Bebelstraße 1 (Karte)               | Im Kern bezeichnet mit 1734; nach 1834 | Schlichter Putzbau mit Mansarddach, hofseitig barockes Granitportal, von städtebaulicher und wissenschaftlicher Bedeutung. Dreigeschossig, rückseitig granitenes Türgewände mit Jahreszahl. | 09234866 |
| Direkt Bild zu diesem Denkmal hochladen | Straßenbrücke über eine Straße, mit zwei Treppenanlagen | Bertolt-Brecht-Straße (Karte)       | Um 1905 | Bogenbrücke in zeittypischer Gestaltung, von städtebaulichem und wissenschaftlichem Wert. Korbbogige Durchfahrt, Brüstungen mit Stadtwappen sowie Laterne noch im Originalzustand. | 09234901 |
| Direkt Bild zu diesem Denkmal hochladen | Schulgebäude (mit zwei Hausnummern), mit angebauter Turnhalle (ehemalige Centralschule, Goethe-Gymnasium) | Bertolt-Brecht-Straße 1, 3 (Karte)  | 1895–1898 | Zeittypischer historisierender Klinkerbau mit repräsentativem Mittelrisalit, Architekten: Ludwig & Hülssner, Leipzig, von gewichtiger städtebaulicher sowie stadtgeschichtlicher und wissenschaftlicher Bedeutung. Erbaut als erste Bürgerschule (auch Zentralschule genannt), 1919 Umbenennung in Erste Volksschule, 1949 Umbenennung in Goethe-Schule, seit 1992 Gymnasium, dreigeschossig mit Souterrain, Mittelteil und Seitenrisalite viergeschossig, Steil- bzw. Satteldächer, an den Längsseiten je zwei Eingänge, Mittelrisalit mit klassizisierenden Pilastern bzw. Säulen sowie Rundbogenfenstern, über vorkragendem Traufgesims kleiner Uhrgiebel, rückseitig zweigeschossiger Verbindungstrakt zur Turnhalle, diese eingeschossig und schlicht, 1910–1911 Umbau und Erweiterung der Turnhalle. | 09234905 |
| Direkt Bild zu diesem Denkmal hochladen | Mietshaus in halboffener Bebauung und in Ecklage | Bertolt-Brecht-Straße 5 (Karte)     | Um 1905 | Historisierender Putzbau mit Fachwerkelementen, markante Eckgestaltung, baugeschichtlich und städtebaulich von Bedeutung | 09305139 |
| Direkt Bild zu diesem Denkmal hochladen | Ehemalige Textilfabrik (jetzt Hotel) in offener Bebauung (Tefzet-Teppichfabrik) | Bertolt-Brecht-Straße 6 (Karte)     | Um 1900 | Zeittypischer zweifarbiger Klinkerbau, mit aufwendiger Fassadengestaltung, baugeschichtlich und ortsgeschichtlich von Bedeutung | 09305140 |
| Direkt Bild zu diesem Denkmal hochladen | Schulgebäude mit Einfriedung (Geschwister-Scholl-Oberschule, ehemalige Oberrealschule) | Bertolt-Brecht-Straße 17 (Karte)    | Bezeichnet mit 1912 | Monumentaler Bau mit formalen Anklängen an Neobarock und Reformstil-Architektur, von gewichtiger stadtbildprägender Bedeutung sowie von baugeschichtlichem und wissenschaftlichem Wert. Schlichter Putzbau mit Walm- bzw. Mansarddächern sowie Dachreiter mit Uhr, Sonnenuhr bezeichnet mit 1912, repräsentatives Hauptportal mit formalen Anklängen an Barock, originale Eingangstür, an der Ecke zur Siegelohstraße bemerkenswerte Sonnenuhr mit Jahreszahl, an der Front zur Plauenschen Straße neoklassizistischer Fries mit Knaben sowie Sitzfigur an jeder Seite. | 09234908 |
| Direkt Bild zu diesem Denkmal hochladen | Geschäftshaus in halboffener Bebauung und in Ecklage | Bertolt-Brecht-Straße 30 (Karte)    | Um 1910 | Zeittypischer repräsentativer Putzbau im Reformstil, von baugeschichtlicher und städtebaulicher Bedeutung sowie in weitgehendem Originalzustand. Asymmetrischer Grundriss, abgeschrägte Ecke, Souterrain, Hochparterre, zwei Obergeschosse, Dachgeschoss, markanter Erker mit turmartigem Abschluss (Mansarddach), Obergeschosse durch Pilaster bzw. Lisenen gegliedert, im Hochparterre verbreitet Korbbogenfenster, seitlich repräsentatives Portal mit originaler Tür und Verglasung, Fassade komplett im Originalzustand, beachtliche originale Vergitterung im Souterrain, qualitätvolles Treppenhaus. | 09234915 |
| Direkt Bild zu diesem Denkmal hochladen | Mietshaus in geschlossener Bebauung | Breitscheidstraße 9 (Karte)         | Bezeichnet mit 1900 | Zeittypischer historisierender Klinkerbau von städtebaulichem und wissenschaftlichem Wert. Hellgelber Klinker, mittig bemerkenswerter Giebel in Form der sogenannten Deutsch-Renaissance mit Innungszeichen und Jahreszahl, ursprünglicher Mitteleingang vermauert (jetzt von Nummer 9 aus zugänglich), weitgehend im Originalzustand. | 09234871 |
| Direkt Bild zu diesem Denkmal hochladen | Mietshaus in geschlossener Bebauung (bauliche Einheit mit Nr. 13) | Breitscheidstraße 11 (Karte)        | Um 1900 | Zeittypischer historisierender Klinkerbau von städtebaulichem Wert (siehe auch Nummer 13). Dreigeschossig, vierachsig, mittig Giebel, Fenstersprossung zum Teil noch original. | 09234870 |
| Direkt Bild zu diesem Denkmal hochladen | Mietshaus in geschlossener Bebauung und in Ecklage, mit Schützen-Apotheke (bauliche Einheit mit Nr. 11) | Breitscheidstraße 13 (Karte)        | Um 1900 | Zeittypischer historisierender Klinkerbau mit ausgezeichnetem, original verglastem Eckerker von städtebaulicher, bauhistorischer und wissenschaftlicher Bedeutung. Roter Klinker mit Werksteingliederung und -einfassungen, Neorenaissance- bzw. Neobarock-Formen, über dem diagonal angeordneten Ladeneingang Erker mit schöner Verglasung im Originalzustand, Fenster original bzw. im alten Sinne erneuert, Hausflur noch im Originalzustand. | 09234869 |
| Direkt Bild zu diesem Denkmal hochladen | Wohnhaus in offener Bebauung mit Einfriedung | Brunner Straße 12 (Karte)           | Um 1900 | Alte Ortslage Rempesgrün, zeittypischer beachtlicher Klinkerbau mit historisierenden Elementen von ortsbildprägender und wissenschaftlicher Bedeutung. Eingeschossig, sechs mal drei Achsen, roter Klinker mit gelben und farbig glasierten Klinkerelementen, in dieser Art seltener anzutreffen, zum ersten Obergeschoss ausgebauter Mittelgiebel mit bekrönendem Obelisken, Fenstereinfassungen mit floralem Dekor (Werkstein), dieser großenteils verwittert, qualitätvolle originale Haustür (inklusive Klinke), Dachgaupen und die mittigen Fenster noch original, einige Fenster modernisiert sowie bereits früher vermauert, Einfriedung, Zaun und Mauer ohne Tor, Bruchsteinmauerwerk mit Steinpfeilern und Holzzaun. | 09234989 |
| Direkt Bild zu diesem Denkmal hochladen | Nebengebäude (zur Steinbrunnstraße) eines Mietshauses in geschlossener Bebauung | Burgstraße 2 (Karte)                | 1910 | Zeittypisch schlichter Putzbau im Originalzustand, ortsentwicklungsgeschichtlich von Bedeutung. Einfahrt mit originaler Tür, originale Fenster (im Erdgeschoss bereits modernisiert). | 09234859 |
| Direkt Bild zu diesem Denkmal hochladen | Villa mit Garten | Falkensteiner Straße 7 (Karte)      | Vor 1900 | Ausgezeichnet proportionierter, historisierender Putzbau von baugeschichtlicher, wissenschaftlicher und städtebaulicher Bedeutung. Zweigeschossig, fünf Achsen, repräsentatives Frontispiz mit barockisierendem plastischem Dekor, komplett im Originalzustand. | 09234970 |
| Direkt Bild zu diesem Denkmal hochladen | Villa mit Toreinfahrt und Pforte | Falkensteiner Straße 16 (Karte)     | Um 1900 | Gelber Klinkerbau mit dezentem historisierenden Dekor, städtebauliche und wissenschaftliche Bedeutung. - Villa: Bruchsteinsockel, repräsentative Eingangshalle, weitgehend im Originalzustand - Villengarten: ehemaliger wertvoller alter Baumbestand aus unter anderem Berg-Ahorn (Acer platanoides), Stiel-Eiche (Quercus robur), Linden (Tilia spec.), Esche (Fraxinus excelsior), Schwarz-Kiefer (Pinus nigra) und Hemlockstanne (Tsuga canadensis), 2017 Abbruch des Gartendenkmals, Garten wurde 2014 ungenehmigt abgeholzt - Toreinfahrt: Pfosten aus gelbem Klinker mit Sandsteinelementen und -bekrönungen - Pforte: Pfosten aus gelbem Klinker mit Sandsteinelementen, aufwändiger Torbogen aus schmiedeeisernem Zierwerk | 09234883 |
| Direkt Bild zu diesem Denkmal hochladen | Zwei Portale (mit Türen) eines Doppelwohnhauses | Falkensteiner Straße 19, 21 (Karte) | Bezeichnet mit 1902 | Historisierende Sandsteinportale mit originellem plastischem Dekor und sehr qualitätvollen Jugendstiltüren, handwerklich-künstlerisch von Bedeutung | 09234971 |
| Direkt Bild zu diesem Denkmal hochladen | Ehemalige Textilfabrik in offener Bebauung (VEB Vereinigte Wäschefabriken Auerbach) | Friedrich-Ebert-Straße 18 (Karte)   | Um 1910 | Ausgezeichneter, gut proportionierter Putzbau in zeittypischen Formen von gewichtiger stadtbildprägender, ortshistorischer sowie wissenschaftlicher Bedeutung. Dreigeschossig mit ausgebautem, flachem Mansarddach, symmetrische Anlage, nahezu schmucklos, Straßenfront dreizehnachsig, die drei mittleren Achsen durch massives (viertes) Attikageschoss sowie überhöhtes Mansarddach architektonisch hervorgehoben, Segmentgiebel, zweites und drittes Obergeschoss durch sogenannte „bay-windows“ architektonisch zusammengefasst, Portal mit flankierenden, toskanisierenden Halbsäulen, originale Tür. | 09234894 |
| Direkt Bild zu diesem Denkmal hochladen | Wohn- und Geschäftshaus in halboffener Bebauung und in Ecklage | Friedrich-Ebert-Straße 26 (Karte)   | Bezeichnet mit 1907 | Zeittypisches repräsentatives Eckgebäude, zwischen Jugendstil und Reformstil, von stadtbildprägender und bauhistorischer Bedeutung | 09234895 |
| Direkt Bild zu diesem Denkmal hochladen | Wohnhaus in geschlossener Bebauung | Friedrich-Ebert-Straße 26a (Karte)  | Um 1900 | Zeittypischer historisierender Klinkerbau von straßenbildprägendem und wissenschaftlichem Wert. Dreigeschossig, Dachausbau, fünfachsig, die beiden rechten Achsen mit viertem Massivgeschoss, über den Fenstern im ersten Geschoss barockisierender Dekor mit segmentbogenförmigem Überschlaggesims, Originalzustand, namentlich Haustür inklusive Vergitterung. | 09234896 |
| Direkt Bild zu diesem Denkmal hochladen | Mietshaus in halboffener Bebauung | Friedrich-Ebert-Straße 40 (Karte)   | Um 1900 | Historisierende Klinkerfassade, Anklänge an den Stil der Neogotik und der Neorenaissance, baugeschichtlich von Bedeutung | 09305141 |
| Direkt Bild zu diesem Denkmal hochladen | Villa mit Garten | Friedrich-Naumann-Straße 5 (Karte)  | Bezeichnet mit 1908 | Zeittypischer Putzbau mit barockisierenden Elementen, markanter Dachlandschaft und.monumentaler Eingangshalle, städtebauliche und wissenschaftliche Bedeutung. Portal bezeichnet mit 1908. Zum Teil noch sehr qualitätvolle originale Details: Haustür, Pendeltür im Eingangsbereich, Wandverkleidung (Kacheln). Fenster erneuert, Inneres zum Teil modernisiert. | 09234953 |
| Direkt Bild zu diesem Denkmal hochladen | Villa mit Einfriedungsmauer | Friedrich-Naumann-Straße 6 (Karte)  | Um 1910 | Zeittypisch gestalteter Putzbau mit verschindeltem Giebel, im Heimat- und Reformstil der Zeit um 1910, baugeschichtlich von Bedeutung | 09305142 |
| Direkt Bild zu diesem Denkmal hochladen | Villa mit Einfriedung | Friedrich-Naumann-Straße 8 (Karte)  | 1903–1907 laut Angabe | Sparsam dekorierter Putzbau mit Mansarddach, Reformstil-Architektur, wissenschaftlicher und städtebaulicher Wert. Eingeschossig, seitlicher Eingang, Mittelrisalit mit Krüppelwalm, beachtliches originales Interieur. | 09234956 |
| Direkt Bild zu diesem Denkmal hochladen | Villa mit Einfriedung | Friedrich-Naumann-Straße 10 (Karte) | Um 1910 | Repräsentativer Putzbau im Reformstil, städtebaulicher und wissenschaftlicher Wert | 09234955 |
| Direkt Bild zu diesem Denkmal hochladen | Mietvilla mit Nebengebäude (unter anderem Garage) und Einfriedung | Goethestraße 10 (Karte)             | Bezeichnet mit 1835 (Nebengebäude); bezeichnet mit 1904 (Mietvilla) | Repräsentativer Putzbau mit Fachwerkelementen, Eckturm, guter Originalzustand, wissenschaftliche und städtebauliche Bedeutung. Malerische Gestaltung mit Ecktürmchen, Fachwerkgiebel, sparsamer Dekor, Originalzustand besonders im Innern durch die gegenwärtige vorbildliche Restaurierung zur Geltung gebracht, Nebengebäude mit transloziertem Granitgewände bezeichnet mit 1835 und schöner originaler Tür. | 09234912 |
| Direkt Bild zu diesem Denkmal hochladen | Wohnhaus in offener Bebauung | Göltzschtalstraße 16 (Karte)        | Im Kern Ende 18. Jahrhundert; nachträglich bezeichnet mit 1836 | Schlichter klassizistischer Putzbau mit Walmdach von städtebaulicher Bedeutung sowie ortsgeschichtlichem Wert. Dreigeschossig, elf mal vier Achsen, dreiachsiger Mittelrisalit mit Flachgiebel, Walmdach ursprünglich mit zwei Reihen stehender Gaupen, Mittelganghaus. | 09234898 |
| Direkt Bild zu diesem Denkmal hochladen | Mietshaus in halboffener Bebauung und in Ecklage | Göltzschtalstraße 28 (Karte)        | Um 1905 | Zeittypischer repräsentativer Putzbau, markanter Eckerker, von städtebaulicher und wissenschaftlicher Bedeutung. Viergeschossig, abgeschrägte Ecke mit Ladeneingang, darüber polygonaler Erker mit turmartigem Abschluss (geschweiftes Steildach) sowie ornamentalem Schmuck zwischen den Fenstern, seitlich barockisierendes Portal (bezeichnet mit „Gustav Leistner“) mit qualitätvoller originaler Haustür, zweigeschossiger Erker und Altan, asymmetrisch angeordneter geschweifter Giebel, Ladenbereich modernisiert. | 09234899 |
| Direkt Bild zu diesem Denkmal hochladen | Ehemalige Villa mit Villengarten | Göltzschtalstraße 49 (Karte)        | Um 1910 | Alte Ortslage Mühlgrün, Putzbau in zeittypischen Formen, Reformstil-Architektur, auf Grund des außergewöhnlichen Originalzustandes von wissenschaftlicher Bedeutung. - Villa: Qualitätvolles ursprüngliches Interieur in seltener Vollständigkeit erhalten, unter anderem Haustür, Kacheln, Holzvertäfelung, Verglasung, Treppengeländer, WC im Erdgeschoss, sogar noch mit Wand- und Fußbodenkacheln sowie Waschbecken. 2011: WC, Wand- und Fußbodenkacheln sind weg, Waschbecken noch da. - Villengarten: wertvoller Altbaumbestand aus unter anderem Linden (Tilia spec.), Rosskastanien (Aesculum hippocastanum), Rot-Buche (Fagus sylvatica), Lärche (Larix decidua), Fichte (Picea spec.) und Rhododendren, Baumreihe aus Linden (Tilia spec.) und Rosskastanien (Aesculum hippocastanum) entlang der nordwestlichen und südwestlichen Grundstücksgrenze, drei Kugel-Robinien (Robinia pseudoacacia 'Umbraculifera'), Einfriedung zur Straße als Holzlattenzaun, Gelände fällt nach Osten zum Maschinenteich hin ab | 09234885 |
| Direkt Bild zu diesem Denkmal hochladen | Villa | Göltzschtalstraße 56 (Karte)        | Um 1900 | Zeittypischer historisierender Klinkerbau mit qualitätvollen Holzelementen und Schwebegiebel, wissenschaftlicher sowie straßen- und landschaftsbildprägender Wert. Guter Originalzustand, bezeichnet mit „E. W“ (Waldmann). | 09234886 |
| Direkt Bild zu diesem Denkmal hochladen | Ehemaliges Gasthaus (Gaststätte Auerbachs Keller, früher Stadt Dresden) in halboffener Bebauung und in Ecklage | Hainstraße 9 (Karte)                | Im Kern 19. Jahrhundert; Fassade 1920er Jahre | Putzbau mit markanter Eckgestaltung von ortshistorischer und städtebaulicher Bedeutung. Zweigeschossig, dreiseitige Eckgestaltung, Fassade mit zeittypisch sparsamen dekorativen Elementen, weitgehend modernisiert. | 09234860 |
| Direkt Bild zu diesem Denkmal hochladen | Zwei Scheunen eines Bauernhofes | Hangweg 10 (Karte)                  | 19. Jahrhundert | Alte Ortschaft Rempesgrün, zwei Holzscheunen im Originalzustand, baugeschichtlich von Bedeutung. Sockel aus Bruchstein. | 09234992 |
| Direkt Bild zu diesem Denkmal hochladen | Waldfriedhof Auerbach (Sachgesamtheit) | Hohe Straße 50 (Karte)              | Ab 1919, 1920er Jahre | Sachgesamtheit Waldfriedhof Auerbach, mit folgenden Einzeldenkmalen: Verwaltungsgebäude, Aufbahrungshalle, vier Grabmale, Kriegerdenkmal für die Gefallenen des Ersten Weltkrieges, Gedenk- und Grabstätte Zweiter Weltkrieg sowie sowjetisches Ehrenmal (siehe Einzeldenkmal 09234957 unter gleicher Anschrift); von ortsgeschichtlicher und landschaftsgestaltender Bedeutung. - Friedhofsgestaltung: Waldfriedhof im gemischten Stil aus landschaftlichen und architektonischen Elementen, Kapelle ursprünglich als Aufbahrungshalle konzipiert, da die geplante Kapelle aber nie errichtet wurde, wurde das Gebäude aus Geldmangel nach dem Krieg funktionell geteilt, den hinteren Teil nutzte man als Aufbahrungshalle, den vorderen als Kapelle, erst in den 1980er wurde südlich der Friedhofsverwaltung ein Gebäude als Aufbahrungshalle gebaut. - Wege mit wassergebundener Decke, an der Kapelle mit Granitpflaster, vorwiegend Nadelgehölzbestand aus unter anderem Colorado-Tanne (Abies concolor), Riesen-Tanne (Abies grandis), Korea-Tanne (Abies koreana), Nutka-Scheinzypresse (Xanthocyparis nootkatensis), Faden-Scheinzypresse (Chamaecyparis pisifera), Europäische Fichte (Picea abies), Serbische Fichte (Picea omorika), Stech-Fichte (Picea pungens), Kiefer (Pinus spec.), Weymouth-Kiefer (Pinus strobus), Schwarz-Kiefer (Pinus nigra), Douglasie (Pseudotsuga menziesii), Abendländischer Lebensbaum (Thuja occidentalis), Riesen-Lebensbaum (Thuja plicata) und Hänge-Blut-Buche (Fagus sylvatica ‚Purpurea pendula‘). | 09301517 |
| Direkt Bild zu diesem Denkmal hochladen | Verwaltungsgebäude, Aufbahrungshalle, vier Grabmale, Kriegerdenkmal für die Gefallenen des Ersten Weltkrieges, Gedenk- und Grabstätte Zweiter Weltkrieg sowie sowjetisches Ehrenmal (Einzeldenkmale zu ID-Nr. 09301517) | Hohe Straße 50 (Karte)              | Um 1920 (Verwaltungsgebäude); 1920er Jahre (Aufbahrungshalle); 1921 (Grabmal Christine Freitag); 1928 (Grabmal Max Lenk); 1. Drittel 20. Jahrhundert (Grabmal Familie Schmohl) | Einzeldenkmale der Sachgesamtheit Waldfriedhof Auerbach; ortsgeschichtlich von Bedeutung. - Verwaltungsgebäude: eingeschossiger Putzbau mit Walmdach und Zwerchhäuser in komplettem Originalzustand - Aufbahrungshalle: 1920er Jahre, ursprünglich als Aufbahrungshalle konzipiert, da die geplante Kapelle aber nie errichtet wurde, wurde das Gebäude aus Geldmangel nach dem Krieg funktionell geteilt, den hinteren Teil nutzte man als Aufbahrungshalle, den vorderen als Kapelle, erst in den 1980er wurde südlich der Friedhofsverwaltung ein Gebäude als Aufbahrungshalle gebaut, seitdem Nutzung als Kapelle - Kriegerdenkmal 1914–1918 - Kriegerdenkmal Zweiter Weltkrieg: zwei Reihen Holzkreuze - Sowjetisches Ehrenmal (nach 1990 verändert) - Einige qualitätvolle Grabdenkmäler: Christine Freitag (gestorben 1921), Max Lenk (gestorben 1928) mit sitzender weiblicher Trauernder, Familie Schmohl, August Roland mit kniender junger Frau | 09234957 |
| Direkt Bild zu diesem Denkmal hochladen | Mietshaus in geschlossener Bebauung | Kaiserstraße 16 (Karte)             | Um 1905 | Mit Ladenfront, zeittypische Klinkerfassade, zwischen Jugendstil und Reformstil, baugeschichtlich von Bedeutung | 09305143 |
| Direkt Bild zu diesem Denkmal hochladen | Mietshaus in geschlossener Bebauung und in Ecklage, ehemaliges Hotel Kaiserhof | Kaiserstraße 17 (Karte)             | Um 1900 | Putzbau mit barockisierenden, gotisierenden sowie Jugendstil-Details, ortshistorischer, städtebaulicher und wissenschaftlicher Wert. Fassade in beeinträchtigender Weise erneuert bzw. reduziert, jedoch bemerkenswertes Portal mit ionisierenden kolossalen Halbsäulen sowie Giebel mit Jugendstildekor, darüber Erker mit Balkon, Obergeschosse erneuert, im ersten Geschoss noch einige gotisierende Fenster mit originaler Sprossung, an der Front zur Jahnstraße im Erdgeschoss ebenfalls Spitzbogenfenster, Seitenportal mit originaler Tür. | 09234930 |
| Direkt Bild zu diesem Denkmal hochladen | Mietshaus in geschlossener Bebauung | Kaiserstraße 18 (Karte)             | Bezeichnet mit 1906 | Zeittypische Klinkerfassade, zwischen Jugendstil und Reformstil, baugeschichtlich von Bedeutung | 09305144 |
| Direkt Bild zu diesem Denkmal hochladen | Mietshaus in geschlossener Bebauung | Kaiserstraße 19 (Karte)             | Um 1900 | Historisierende Klinkerfassade, von städtebaulichem und wissenschaftlichem Wert | 09234929 |
| Direkt Bild zu diesem Denkmal hochladen | Mietshaus in geschlossener Bebauung | Kaiserstraße 20 (Karte)             | Um 1905 | Mit Laden, Klinker-Putz-Fassade mit Erker, zwischen Jugendstil und Reformstil, baugeschichtlich von Bedeutung | 09305145 |
| Direkt Bild zu diesem Denkmal hochladen | Mietshaus in geschlossener Bebauung | Kaiserstraße 21 (Karte)             | Um 1900 | Historisierende Klinkerfassade, von städtebaulichem und wissenschaftlichem Wert | 09234934 |
| Direkt Bild zu diesem Denkmal hochladen | Mietshaus in geschlossener Bebauung | Kaiserstraße 23 (Karte)             | Um 1900 | Historisierender Klinkerbau mit Erker, von städtebaulichem und wissenschaftlichem Wert | 09234933 |
| Direkt Bild zu diesem Denkmal hochladen | Mietshaus in halboffener Bebauung | Kaiserstraße 25 (Karte)             | Um 1900 | Historisierender Klinkerbau mit Werksteinelementen, städtebaulicher und wissenschaftlicher Wert. Viergeschossig, markanter Eckrisalit mit Steildachbekrönung sowie gotisierendem Giebel, über und zwischen den Fenstern barockisierender überwiegend floraler Dekor, Fenster erneuert. | 09234932 |
| Direkt Bild zu diesem Denkmal hochladen | Mietshaus in geschlossener Bebauung und in Ecklage | Kaiserstraße 32 (Karte)             | Um 1900 | Repräsentativer Putzbau mit Fachwerkelementen von stadtbildprägender und wissenschaftlicher Bedeutung. Malerisch gestaltetes Eckhaus mit reicher bauplastischer Durchbildung: asymmetrische Anordnung von Erkern, Vorsprüngen, Balkons, Giebeln etc., Eckbereich in den beiden oberen Geschossen abgeschrägt, Relief mit von Löwen flankiertem Spruch, in den beiden Obergeschossen Fachwerk, zum Teil noch Originalzustand (unter anderem Ladenbereich). | 09234911 |
| Direkt Bild zu diesem Denkmal hochladen | Mietshaus in halboffener Bebauung | Kaiserstraße 40 (Karte)             | Um 1910 | Zeittypischer Putzbau, Reformstil-Architektur, von städtebaulicher und wissenschaftlicher Bedeutung. Erdgeschoss Bruchstein. | 09234881 |
| Direkt Bild zu diesem Denkmal hochladen | Mietshaus (mit Gasthof Kaiserhalle) in geschlossener Bebauung | Kaiserstraße 44 (Karte)             | Um 1910 | Putzbau in zeittypischen Formen mit sparsamem Dekor, breiter Erker, Reformstil-Architektur, städtebaulicher und lokalgeschichtlicher Wert. Dreigeschossig, sechs Achsen, mittig im zweiten und dritten Obergeschoss Erker, darüber Zwerchhaus, Fenster, Haustür, Eingangsbereich etc. original, Gastraum modernisiert. | 09234880 |
| Direkt Bild zu diesem Denkmal hochladen | Wohnhaus in offener Bebauung | Kaiserstraße 52 (Karte)             | Vor 1900 | Putzbau mit historisierendem Dekor, wissenschaftlicher und städtebaulicher Wert. Zweigeschossig, fünf mal vier Achsen, Haustür inklusive Vergitterung noch original. | 09234879 |
| Direkt Bild zu diesem Denkmal hochladen | Mietshaus in offener Bebauung | Kaiserstraße 60 (Karte)             | Um 1910 | Zeittypischer repräsentativer Putzbau, Eckerker, Reformstil-Architektur, von bauhistorischer Bedeutung sowie in gutem Originalzustand | 09234878 |
| Direkt Bild zu diesem Denkmal hochladen | Ehemaliges Gerichtsgebäude (heute Wohnhaus) in halboffener Bebauung, mit Anbau (ehemaliges Planitz'sches Gericht, später Bäßlersches Haus)                                                                              | Kirchplatz 1 (Karte)                | Im Kern 16./17. Jahrhundert; Umbau 1876-1877 | Schlichter Bau mit gewölbtem Keller und Erdgeschoss von städtebaulicher, ortsgeschichtlicher und wissenschaftlicher Bedeutung. Im Erdgeschoss zweischiffiger Raum mit Kreuzgratgewölben (vorderer Teil seit 1834 ohne Gewölbe), darunter Keller mit Tonnengewölbe, originale Kellertür. 1505 gehörte das Gerichtsgebäude Hans Edler von Planitz, Patrimonialherr des Ostvogtlandes, bis 1865 Gerichtsbarkeitsgebäude. | 09234842 |
| Direkt Bild zu diesem Denkmal hochladen | Wohnhaus in geschlossener Bebauung, ehemaliges Pfarrhaus | Kirchplatz 3 (Karte)                | Im Kern vermutlich 18. Jahrhundert; um 1910 Umbau | Vereinfachend überformter Putzbau mit zum Teil gewölbtem Erdgeschoss von wissenschaftlichem Wert, als eines der sogenannten Geistlichen-Häuser am Kirchplatz auch von stadtgeschichtlicher Bedeutung. Im Kern 18. Jahrhundert (Kellergewölbe, Räume im Erdgeschoss), im Erdgeschoss zwei kreuzgratgewölbte Räume, aus der Zeit des Umbaus unter anderem originale Türen, bemerkenswerter hölzerner Einbauschrank mit Zinnen erhalten, 19. Jahrhundert und Anfang 20. Jahrhundert hier die Superintendentur, ab 1934 privat. | 09234836 |
| Weitere Bilder                          | Evangelische Stadtkirche St. Laurentius | Kirchplatz 5 (Karte)                | 1835–1839, im Kern älter | Schlichter Putzbau in freier Platzlage, mit östlichem Chorturm und westlicher Eingangsfassade sowie Freitreppe zum Altmarkt, von gewichtiger stadtbildprägender Bedeutung, im Rundbogenstil des 19. Jahrhunderts, Innenraum als einer der frühesten mit Anwendung neogotischer Formen, von ortsgeschichtlicher und wissenschaftlicher Bedeutung. Umfassungsmauern barock, Chorturm mit tempiettoartigem offenem Aufsatz, schlichter Saalbau mit umlaufenden, doppelten Emporen und gotisierenden Rippengewölben, Ausstattung, unter anderem Orgelprospekt von 1840, Türen und Windfänge (um 1910), bemerkenswerter Kanzelaltar (erst seit 1953 in der Kirche), Wiederaufbau nach dem Stadtbrand von 1834, dabei die stehen gebliebenen Umfassungsmauern wieder verwendet. | 09234846 |
| Direkt Bild zu diesem Denkmal hochladen | Mietshaus in offener Bebauung | Lamnitzer Straße 6 (Karte)          | Bezeichnet mit 1903 | Zeittypischer Klinkerbau mit Gliederung in Kunstwerkstein, repräsentative Eckgestaltung mit Dekor in Jugendstilmanier, städtebaulicher und wissenschaftlicher Wert (kompletter Originalzustand). Zweigeschossig, roter Klinker, Souterrain gelber Klinker, erkerartige Eckrundung mit Haube, von zwei übergiebelten Eckrisaliten flankiert, ausgezeichneter Originalzustand: Haus- und Wohnungstüren, Treppenhaus (schmiedeeisernes Geländer), Fußböden (Terrazzo), Fenster und anderes, Fußboden im Eingangsbereich bezeichnet mit 1903. | 09234832 |
| Direkt Bild zu diesem Denkmal hochladen | Wohnhaus in halboffener Bebauung | Lamnitzer Straße 11 (Karte)         | Um 1900 | Zeittypischer Klinkerbau mit Flachwalmdach in gutem Originalzustand, städtebauliche Bedeutung. Zweigeschossig, roter Klinker. | 09234833 |
| Direkt Bild zu diesem Denkmal hochladen | Ehemaliger Gasthof (jetzt Wohnhaus) in offener Bebauung | Lassallestraße 2 (Karte)            | 1901 | Alte Ortschaft Rempesgrün, eingeschossiger historisierender Klinkerbau, rote Klinker, ortsgeschichtlich von Bedeutung. | 09234949 |
| Direkt Bild zu diesem Denkmal hochladen | Doppelwohnhaus in offener Bebauung | Lassallestraße 6, 8 (Karte)         | Bezeichnet mit 1904 | Alte Ortschaft Rempesgrün, zeittypischer Klinkerbau mit markanten Schwebegiebeln von straßenbildprägendem und wissenschaftlichem Wert. Beide Hälften jeweils eingeschossig mit zweigeschossigem, von schönem Schwebegiebel betontem Mittelrisalit, in den Giebeln die Jahreszahl 1904, Fenstereinfassungen mit originellem Werksteindekor (pausbäckige Knabenköpfe), Nummer 6 mit schöner originaler Haustür (Jugendstil), bezeichnet mit 1904 (am Schwebegiebel). | 09234991 |
| Direkt Bild zu diesem Denkmal hochladen | Wohnhaus in offener Bebauung | Lassallestraße 11 (Karte)           | 1906 laut Angabe | Alte Ortschaft Rempesgrün, ehemals mit Stickerei, Klinkerbau mit bemerkenswertem repräsentativem Portal von wissenschaftlichem Wert. Dreigeschossig, fünfachsig, roter Klinker mit historisierenden Werksteinelementen (floraler Dekor der Fenstergewände), qualitätvolles Portal im Anklang an Renaissance mit Archivolte und Frauenkopf als Schlussstein, erbaut 1906 (Angabe des Eigentümers). | 09234990 |
| Direkt Bild zu diesem Denkmal hochladen | Wohnhaus (Umgebinde) | Loheweg 69 (Karte)                  | 16. Jahrhundert und später | Alte Ortschaft Rempesgrün, für die Landschaft charakteristisches eingeschossiges Gebäude mit Umgebindekonstruktion, als eines der wenigen erhaltenen Umgebindehäuser der Region von baugeschichtlicher und wissenschaftlicher Bedeutung. Zwei mal drei Achsen mit Umgebinde, originale Blockstube mit sichtbaren Bohlen. Stallteil: Bruchstein mit Fachwerkresten. | 09234985 |
| Direkt Bild zu diesem Denkmal hochladen | Mietshaus in geschlossener Bebauung | Mosenstraße 5 (Karte)               | 1907 | Mit Laden, gut gestaltete, historisierende Putzfassade, baugeschichtlich von Bedeutung | 09305147 |
| Direkt Bild zu diesem Denkmal hochladen | Wohnhaus in geschlossener Bebauung | Nicolaistraße 7 (Karte)             | Nach 1834 | Schlichter Putzbau mit Frontgiebel und Segmentbogenportal, ortsentwicklungsgeschichtlich von Bedeutung. Zweigeschossig, fünfachsig, Ladenbereich erneuert, schöne Jugendstiltür. | 09234858 |
| Direkt Bild zu diesem Denkmal hochladen | Bankgebäude in geschlossener Bebauung und in Ecklage (ehemalige Plauener Bank) | Nicolaistraße 10 (Karte)            | 1922–1923 | Repräsentativer zeittypischer Putzbau, Reformstil-Architektur, von städtebaulicher und ortsgeschichtlicher Bedeutung. Dreigeschossig, Frontgiebel, Dekor auf wenige Details beschränkt, an beiden Schauseiten barockisierende Portale, Fenster im Erdgeschoss jeweils mit Archivolte, Schlussstein und Girlande, Fassade vereinfacht, Fenster modernisiert, Treppenhaus noch weitgehend original. | 09234856 |
| Direkt Bild zu diesem Denkmal hochladen | Wohnhaus (mit Ladeneinbau) in geschlossener Bebauung | Nicolaistraße 26 (Karte)            | Nach 1834; um 1930 Umbau Erdgeschoss | Schlichter zeittypischer Putzbau von stadtbildprägendem Wert, Erdgeschoss der Zeit um 1930 im Originalzustand von wissenschaftlicher Bedeutung. Zweigeschossig, vierachsig, Zwerchgiebel, originale Dachgaupen, Haustür, Laden mit Schaufenster, Tür und Gitter sowie Verklinkerung aus dieser Zeit in seltener Originalität erhalten. Tafel im Erdgeschoss: Klinker-Ausführung Fa. Erhard Militzer/Hof. | 09234877 |
| Direkt Bild zu diesem Denkmal hochladen | Wohnhaus in geschlossener Bebauung | Nicolaistraße 27 (Karte)            | Nach 1834 | Schlichter Putzbau mit Mittelrisalit, Fassade von klassizistischer Wirkung, ehemals Sitz der Oberforstmeisterei, von stadtgeschichtlicher, baugeschichtlicher und städtebaulicher Bedeutung, ortsbildprägend durch Lage am Altmarkt. Dreigeschossig, sechsachsig, originale Dachgaupen, Putz erneuert, Erdgeschoss modernisiert. | 09234851 |
| Direkt Bild zu diesem Denkmal hochladen | Rathaus (Gebäude A, ehemals Postamt) in offener Bebauung und in Ecklage | Nicolaistraße 51 (Karte)            | Um 1900 | Zeittypischer historisierender roter Klinkerbau von städtebaulicher und stadtgeschichtlicher Bedeutung. Dreigeschossig mit Attikageschoss, zwei unterschiedlich lange Trakte, durch markanten turmartigen Eckrisalit betont, an der Nicolaistraße Mittelrisalit mit Uhr, sparsame Putzgliederung. | 09234872 |
| Direkt Bild zu diesem Denkmal hochladen | Wohn- und Geschäftshaus in offener Bebauung | Obere Bahnhofstraße 23 (Karte)      | Um 1910 | Putzbau mit klassizisierenden Details, markante Eckerker, wissenschaftlicher und städtebaulicher Wert. Zweigeschossig, hinterer Teil eingeschossig, seitlicher Eingang modernisiert, ansonsten guter Originalzustand. | 09234950 |
| Direkt Bild zu diesem Denkmal hochladen | Ehemaliges Gasthaus Tonhalle (mit Saalanbau) in offener Bebauung und in Ecklage | Ottostraße 15 (Karte)               | Um 1900 | Alte Ortslage Mühlgrün, bemerkenswerter gelber Klinkerbau mit funktionsentsprechend sparsam angewandtem historisierendem Dekor, ortsbildprägender, wissenschaftlicher und ortsgeschichtlicher Wert. Ehemaliger Ballsaal (jetzt Lagerhalle) mit repräsentativer Giebelfront. | 09234884 |
| Direkt Bild zu diesem Denkmal hochladen | Amtsgericht (Nr. 1) mit Verbindungsbrücke und Nebengebäude (Nr. 1a, ehemaliges Gefängnis) und Einfriedungsmauern | Parkstraße 1, 1a (Karte)            | Um 1925 | Zeittypischer traditionalistischer Putzbau mit einigen gotisierenden Details, städtebaulicher und lokalgeschichtlicher Wert (Architekt: Oskar Kramer, Dresden). Dreigeschossig, steiles Satteldach mit gotisierenden Gaupen, offene Eingangshalle sowie Verbindungsgang zum ehemaligen Gefängnis mit Spitzbögen, zum Tril noch Originalzustand. | 09234906 |
| Direkt Bild zu diesem Denkmal hochladen | Villa mit Garten | Parkstraße 7 (Karte)                | Ende 19. Jahrhundert | Repräsentativer, gut proportionierter Putzbau in spätklassizistischen Formen von wissenschaftlichem und städtebaulichem Wert. - Villa: zweigeschossig, dreiachsige barockisierende Eingangshalle mit Balustrade, Rückseite mit gekuppelten Rundbogenfenstern, qualitätvolle Jugendstilverglasung, originale Türen, Fußböden etc., 1995 als Musikschule genutzt - Villengarten: - Einfriedung: Holzlattenzaun zur Parkstraße, Zaunpfosten aus Granit, Zaunsfelder im südlichen Abschnitt erneuert, kleine Treppe aus profilierten Granitstufen von der Falkensteiner Straße - Reste einer Stützmauer an der Ostseite des Grundstücks, Felspartie südlich der Villa - Altbaumbestand aus unter anderem Berg-Ahorn (Acer pseudoplatanus), Rotblättriger Berg-Ahorn (Acer pseudoplatanus 'Atropurpureum'), Rotbuche (Fagus sylvatica), Linde (Tilia spec.), Stiel-Eiche (Quercus robur), Eibe (Taxus baccata) und Rhododendron | 09234967 |
| Direkt Bild zu diesem Denkmal hochladen | Wohnhaus in geschlossener Bebauung | Pfarrgasse 5, 5a (Karte)            | 18. Jahrhundert, später überformt; nach 1834 Wiederaufbau nach Stadtbrand | Putzbau mit ursprünglicher Eingangshalle, wissenschaftlicher und städtebaulicher Wert. Zweigeschossig, Eingangshalle mit barocken Kreuzgratgewölben, Kellereingang mit Graniteinfassung, originale Eisentür mit Beschlag und Schlüssel (!) nach 1834, Hausflur und Treppenhausgeländer im Originalzustand um 1910. | 09234837 |
| Direkt Bild zu diesem Denkmal hochladen | Wohnhaus in halboffener Bebauung und in Ecklage | Plauensche Straße 7 (Karte)         | Nach 1834, im Kern älter | In altem Sinne erneuertes Gebäude mit klassizistischer Putzfassade und originalem Kellergewölbe von wissenschaftlichem und stadtbildprägendem Wert. Kellergewölbe wohl vor 1834. | 09234854 |
| Direkt Bild zu diesem Denkmal hochladen | Mietshaus in offener Bebauung und in Ecklage | Poststraße 1 (Karte)                | Um 1910 | Repräsentativer, sparsam dekorierter Putzbau mit Eckerker, Reformstil-Architektur, von gewichtiger städtebaulicher sowie wissenschaftlicher Bedeutung. Dreigeschossig, markanter abgerundeter Erker mit turmartigem Abschluss (geschweifte Haube), Zwerchgiebel mit Initialen „TB“, über den beiden Portalen ein Flacherker mit bay-windows und abschließendem Altan mit originaler Kupferbrüstung, qualitätvolles originales Interieur: Eingangshalle mit Holzverkleidung, Treppenhaus, Wohnungstüren, Stuckdecken, Kachelöfen etc., (siehe auch Robert-Blum-Straße 2). | 09234926 |
| Direkt Bild zu diesem Denkmal hochladen | Mietshaus in geschlossener Bebauung und in Ecklage | Poststraße 8 (Karte)                | Bezeichnet mit 1907–1908 | Historisierender Putzbau mit Balkons und Erker, von gewichtiger städtebaulicher Bedeutung sowie wissenschaftlichem Wert. Drei- bis viergeschossig, repräsentative Fassade mit asymmetrischer Anordnung von Erkern, Dachtürmchen, Giebeln, versetzten Balkons, Formen noch Neorenaissance bzw. Neobarock verpflichtet, im Erdgeschoss mit Anklängen an Jugendstil, diagonaler Ladeneingang, darüber Eckerker mit turmartige Bekrönung, Seiteneingang in ausgezeichnetem Originalzustand, ebenso im Innern: Eingangsbereich, Treppenhaus, Wohnungstüren und anderes, Putz und Fenster erneuert. | 09234922 |
| Direkt Bild zu diesem Denkmal hochladen | Mietshaus in geschlossener Bebauung | Poststraße 10 (Karte)               | Um 1905 | Putzbau mit historisierenden Elementen, von städtebaulicher und wissenschaftlicher Bedeutung. Vergleiche Nummer 14 und 12, schöne originale Haustür, ein Teil der Fenster sowie im Innern Treppengeländer und Wohnungstüren ebenfalls noch original. | 09234921 |
| Direkt Bild zu diesem Denkmal hochladen | Mietshaus in geschlossener Bebauung | Poststraße 14 (Karte)               | Um 1905 | Mit Laden, Putzbau mit barockisierendem Dekor, von städtebaulichem und wissenschaftlichem Wert. Vergleiche Nummer 16, Krüppelwalmdach, Fassade und Ladeneingang erneuert, schöne originale Haustür. | 09234918 |
| Direkt Bild zu diesem Denkmal hochladen | Mietshaus in geschlossener Bebauung | Poststraße 16 (Karte)               | Um 1905 | Putzbau mit Erker und schmuckarmer Fassade, von städtebaulichem und wissenschaftlichem Wert | 09234917 |
| Direkt Bild zu diesem Denkmal hochladen | Mietshaus in geschlossener Bebauung | Poststraße 18 (Karte)               | Um 1905 | Putzbau mit Erker und schmuckarmer Fassade, von städtebaulichem und wissenschaftlichem Wert. Viergeschossig, für die Entstehungszeit charakteristische asymmetrische Fassadengestaltung: seitlicher Eingang, zweigeschossiger querrechteckigem bzw. dreiseitiger Mittelerker, seitlicher ausgebauter Halbgiebel und Krüppelwalmdach, originale Haustür. | 09234916 |
| Direkt Bild zu diesem Denkmal hochladen | Ehemaliges Wohnhaus (Altmarkt 12, heute Bankgebäude) in Ecklage, sowie Gebäudeteil am Kirchplatz (Querstraße 3) | Querstraße 3 (Karte)                | Nach 1834, später mehrfach erneuert; im Kern wohl 1529 | Vermutlich Neubau von 1824/34, an gleicher Stelle ursprünglich Knabenschule von 1529, schlichter Putzbau mit Walmdach und markanten Dachgaupen zum Altmarkt, von städtebaulicher sowie stadtgeschichtlicher Bedeutung. Zweigeschossig, Fenster im Erdgeschoss mit originaler Vergitterung (wohl um 1910), 1995 Raiffeisenbank, Anbau zum Kirchplatz wohl noch von 1529 (Erwähnung als Knabenschule, im 18. Jahrhundert am heutigen Standort nachweisbar). | 09234890 |
| Direkt Bild zu diesem Denkmal hochladen | Mietshaus (mit Gaststätte Zum Ritterhof) in geschlossener Bebauung und in Ecklage | Rathenaustraße 2 (Karte)            | Um 1910 | Schmuckloser Putzbau mit markantem Mansard- bzw. Krüppelwalmdach von städtebaulicher Bedeutung. Dreigeschossig mit ausgebautem viertem Dachgeschoss, architektonische Durchbildung mit abgerundeter Eckerweiterung sowie seitlichem, erkerartig vorspringendem Risalit mit asymmetrischem Giebel, zwei repräsentative Eingänge, Fassade renoviert, Fenster im alten Sinne erneuert. | 09234940 |
| Direkt Bild zu diesem Denkmal hochladen | Mietshaus in halboffener Bebauung, jetzt Methodisten-Kirche | Rathenaustraße 5 (Karte)            | Um 1910 | Putzbau mit Erker und repräsentativem Eingang, von wissenschaftlichem und straßenbildprägendem Wert, guter Originalzustand. Viergeschossig, dreigeschossiger Erker mit zurückspringendem Giebel, Hauseingang mit barockisierendem Dekor und vorzüglicher originaler Tür, originale Fenstersprossung, Treppenhaus ebenfalls im Originalzustand. | 09234939 |
| Direkt Bild zu diesem Denkmal hochladen | Mietshaus in geschlossener Bebauung | Rathenaustraße 7 (Karte)            | 1907 laut Angabe | Putzbau mit Kastenerker und reich dekoriertem Eingang, von wissenschaftlichem und straßenbildprägendem Wert. Siehe Nummer 9 und 11, repräsentativer Hauseingang in barockisierenden Formen, Schlussstein, Haustür und Fenster erneuert. | 09234938 |
| Direkt Bild zu diesem Denkmal hochladen | Mietshaus in halboffener Bebauung | Rathenaustraße 8 (Karte)            | Um 1910 | Sparsam gegliederter Putzbau, von wissenschaftlichem und städtebaulichem Wert. Aufriss und Bauformen vergleiche auch unter Nummer 4. | 09234947 |
| Direkt Bild zu diesem Denkmal hochladen | Mietshaus in geschlossener Bebauung | Rathenaustraße 10 (Karte)           | Um 1905 | Repräsentativer Putzbau mit straßenbildprägender Dachlandschaft, Giebel und Erker, von städtebaulichem und wissenschaftlichem Wert. Stil und Aufbau vergleiche auch unter Nummer 12, originales Portal, qualitätvoller originaler Flurbereich (Fußboden mit Fliesen, Flügeltür, Stuck etc.), Fenster modernisiert. | 09234948 |
| Direkt Bild zu diesem Denkmal hochladen | Mietshaus in geschlossener Bebauung | Rathenaustraße 11 (Karte)           | Um 1910 | Einfach gegliederter Putzbau mit Erker, schöne originale Haustür, von städtebaulichem und wissenschaftlichem Wert. Viergeschossig, mittig schöne originale Haustür inklusive Verglasung, darüber Erker, Putz erneuert, Fenster zum Teil noch mit originaler Sprossung, vergleiche Nummer 9 und 7. | 09234936 |
| Direkt Bild zu diesem Denkmal hochladen | Mietshaus in geschlossener Bebauung | Rathenaustraße 12 (Karte)           | Um 1910 | Repräsentativer Putzbau mit Erker, von städtebaulichem und wissenschaftlichem Wert | 09234923 |
| Direkt Bild zu diesem Denkmal hochladen | Mietshaus in Ecklage und in geschlossener Bebauung | Rathenaustraße 13 (Karte)           | Um 1910 | Repräsentativer, reich gegliederter Putzbau, Reformstil-Architektur, von straßenbildprägender und baugeschichtlicher Bedeutung. Dreigeschossig mit ausgebautem Dachgeschoss, dominante Pilastergliederung, Erdgeschoss Laden modernisiert, repräsentative Eingangsgestaltung mit großem Dreiecksgiebel, Loggien, segmentbogenförmig vorkragende Erker bzw. polygonaler Erker, Ecke durch fast überdimensional wirkenden turmartigen Ausbau gestalterisch hervorgehoben, dort die Giebel in den Giebelfeldern mit Putzstuck dekoriert, guter Originalzustand, städtebaulich wichtig als Eckbau und Teil einer gleichartigen Straßenzugbetonung. | 09233827 |
| Direkt Bild zu diesem Denkmal hochladen | Mietshaus in geschlossener Bebauung | Rathenaustraße 14 (Karte)           | Um 1905 | Putzbau mit Erker, von wissenschaftlichem und städtebaulichem Wert. Viergeschossig, schlichte, nur sparsam dekorierte Fassade mit Mittelerker, Fenster und Haustür noch original. | 09234924 |
|                                         | Katholische Pfarrkirche Zum Heiligen Kreuz mit Pfarr- und Gemeindehaus sowie Einfriedung | Rempesgrüner Weg 9 (Karte)          | 1912–1914 | Putzbau mit Barock- und Jugendstilformen, wirkungsvoll gegliederte, ausgezeichnet disponierte Baugruppe aus Kirche, Turm, Pfarr- und Gemeindehaus von maßgebender stadtbildprägender sowie wissenschaftlicher und ortsgeschichtlicher Bedeutung. - Kirche: barockisierender Saalbau mit weitgehend erhaltener originaler Ausstattung (unter anderem Altäre, Gestühl, Beichtstuhl, Orgelempore mit Orgelprospekt, Windfang), unter der Kirche Gemeindesaal - Turm mit welscher Haube: Bindeglied zwischen Kirche und Pfarrhaus - Pfarr- und Gemeindehaus: zwei- bis dreigeschossig, Eingangsbereich, Treppenhaus, Haustür, Verglasung im Originalzustand | 09234966 |
| Direkt Bild zu diesem Denkmal hochladen | Wirtschaftsgebäude des Rittergutes Sorge und Zufahrtsallee | Ritterstraße 30 (Karte)             | 19. Jahrhundert | Alte Ortslage Sorga, Pferdestall mit originaler hölzerner Kumthalle, Fachwerkdrempel und -türmchen, von landschafts- und ortsbildprägender sowie wissenschaftlicher Bedeutung, das als Denkmal dazugehörende Herrenhaus wurde 1999 abgebrochen. - Abgebrochenes Herrenhaus: schlichter Barockbau als zweigeschossige, verputzte Bruchsteinanlage in zwei Bauabschnitten mit Mansarddach und Krüppelwalm, Granitgewände im Hof mit Wappen von der Planitz (bezeichnet mit 1750), im Kern älter, Adelswappen von Bodenhausen (19. Jahrhundert), 1999 abgebrochen - Ehemaliger Rinderstall: jetzt Heuboden, mit originaler Eisenkonstruktion - Pferdestall: mit originaler hölzerner Kummethalle, Fachwerk-Halb-Obergeschoss, achtseitiges Türmchen mit Spitzhelm, außer dem restaurierten Pferdestall (jetzt Pferdesportverein) stark im Verfall begriffen (zum Teil ruinöser Zustand) - Allee: markiert die ehemalige Zufahrt zum Rittergut, vorwiegende Eschen (Fraxinus excelsior), aber auch Rot-Eichen (Quercus rubra), Stiel-Eichen (Quercus robur) und Berg-Ahorn (Acer pseudoplatanus), bereits auf dem Meilenblatt von 1792 (Dresdner Exemplar, Blatt 210) verzeichnet | 09234974 |
| Direkt Bild zu diesem Denkmal hochladen | Schulgebäude in offener Bebauung mit Einfriedung (ehemalige Handelsschule, Grundschule Gebrüder Grimm) | Robert-Blum-Straße 1 (Karte)        | 1908–1909 | Gut proportionierter Putzbau, Reformstil-Architektur, von städtebaulicher und wissenschaftlicher Bedeutung. Zweigeschossig, Straßenfront fünfachsig mit Mittelrisalit, traufständig, Krüppelwalmdach, repräsentatives Portal mit flankierenden Pilastern und Knickgiebel, Schmalseiten schlicht, an der Nordseite im Halbgiebel schlitzartige Fenster zwischen klassizisierenden Pilastern, Straßenfront (Fenster, Portal und anderes) im Originalzustand, Fenster auf der Rückseite modernisiert, erbaut als Handelsschule Auerbach, später Berufsschule, nach 1990 Grundschule. | 09234928 |
| Direkt Bild zu diesem Denkmal hochladen | Mietshaus in halboffener Bebauung | Robert-Blum-Straße 4 (Karte)        | Um 1905 | Putzbau mit Erker und Fachwerkgiebel, Dekor mit historisierenden und Jugendstilelementen, von städtebaulichem und wissenschaftlichem Wert. Dreigeschossig, vierachsig, zweigeschossiger Erker, pittoresker Mittelgiebel mit Krüppelwalm, qualitätvolle originale Details: Haustür, Treppengeländer mit Jugendstilelementen, Wohnungstüren etc. | 09234927 |
| Direkt Bild zu diesem Denkmal hochladen | Wandbilder im Treppenhaus eines Mietshauses | Robert-Blum-Straße 13 (Karte)       | 1911–1912 | Ein Deckengemälde und zwei Wandbilder in der Vorhalle, ein Wandbild im Erdgeschoss sowie fünf Medaillons mit Porträts auf den Treppenabsätzen, künstlerisch von Bedeutung. In privatem Auftrag des ehemaligen Hauseigentümers entstandene Wandbilder, unter anderem Deckenbild mit Engeln und Rosen, ein Wandbild mit illusionistischer Nische und antiker Gewandfigur, zwei Landschaftsbilder – Griechische Landschaft und Seelandschaft, auf Treppenabsätzen klassizistische geprägte Porträtmedaillons, ursprünglich dekorativ gerahmt, in Auerbach selten anzutreffende Treppenhausausmalung. | 09234852 |
| Direkt Bild zu diesem Denkmal hochladen | Mietshaus in offener Bebauung | Robert-Blum-Straße 17 (Karte)       | Um 1910 | Putzbau, Reformstil-Architektur, von städtebaulichem und wissenschaftlichem Wert. Zweigeschossig, annähernd quadratischer Grundriss, an der Straßenfront Mittelrisalit mit Knickgiebel, seitlich Zwerchhäuser, originale Fenstersprossung, qualitätvolle Haustür, hervorragendes originales Treppenhaus (unter anderem Fliesen, Verglasung, hölzernes Treppengeländer mit selten anzutreffendem Kandelaber). | 09234942 |
| Direkt Bild zu diesem Denkmal hochladen | Villa | Robert-Blum-Straße 19 (Karte)       | Um 1910 | Putzbau mit repräsentativer Fassade, Reformstil-Architektur, von städtebaulichem und wissenschaftlichem Wert. Zweigeschossig, Fassade fünfachsig, Mansarddach, mittig Lisenengliederung, vier abgestufte Pilaster mit Putti (Vier Jahreszeiten?), Türen, Fenstersprossung etc. noch original, eine Zeit lang Kindertagesstätte „Villa Kinderland“. | 09234941 |
| Direkt Bild zu diesem Denkmal hochladen | Mietshaus in halboffener Bebauung | Rosa-Luxemburg-Straße 8 (Karte)     | Um 1905 | Putzbau mit Erker und qualitätvollen originalen Details, wissenschaftlicher und straßenbildprägender Wert. Viergeschossig, das vierte Geschoss vereinfachend erneuert, die übrigen Geschosse mit guten Details (zum Beispiel Balkonbrüstung, Fenstersprossung usw.), Sockelgeschoss mit repräsentativem Eingang, im Originalzustand: Haustür inklusive Verglasung, hölzernes Treppengeländer mit schöner Laterne. | 09234910 |
| Direkt Bild zu diesem Denkmal hochladen | Mietshaus in offener Bebauung und in Ecklage | Rosa-Luxemburg-Straße 12 (Karte)    | Um 1910 | Schlichter monumentaler Putzbau mit Erkern, von städtebaulichem und wissenschaftlichem Wert. Viergeschossig mit Souterrain, Flachdach, abgerundete Ecke mit zweigeschossigem Erker, seitlich Erker und Balkon, an beiden Fronten jeweils seitliche Eingänge, weitgehend im Originalzustand. | 09234909 |
| Direkt Bild zu diesem Denkmal hochladen | Mietshaus in halboffener Bebauung | Rosa-Luxemburg-Straße 14 (Karte)    | Um 1905 | Zeittypischer Putzbau mit Erker, von wissenschaftlichem Wert. Viergeschossig, vierachsig, seitliches Portal, in den beiden mittleren Achsen markanter dreigeschossiger Erker, auf kräftigen Konsolen ruhend, die eine Hälfte mit Balkons und abschließendem Altan, Fenster im Erdgeschoss noch mit originaler Sprossung, im zweiten und vierten Geschoss erneuert, qualitätvolle originale Haustür. | 09234931 |
| Direkt Bild zu diesem Denkmal hochladen | Mietshaus in geschlossener Bebauung | Rosa-Luxemburg-Straße 16 (Karte)    | Bezeichnet mit 1908 | Zeittypischer Putzbau mit mächtigem Erker, Reformstil-Architektur, von wissenschaftlichem Wert. Stil und Aufbau vergleiche Nummer 14, Fenster im Erdgeschoss sowie Haustür noch original. | 09234935 |
| Direkt Bild zu diesem Denkmal hochladen | Pavillon des Waldbades Brunn | Schallerbachstraße 2 (Karte)        | Um 1930 | Alte Ortslage Brunn, Pavillon in dieser Art seltener oktogonaler Bau mit charakteristischem Spitzdach im Originalzustand, wissenschaftlicher Wert. Achtseitig, Sockel und Rundstützen in Kunststein, originale Glas-Holz-Füllungen mit Schiebefenstern, vorspringende hölzerne Traufe, geknickter niedriger Spitzhelm. | 09234975 |
| Weitere Bilder                          | Turm einer untergegangenen Burganlage und Gaststättengebäude mit Terrasse | Schloßstraße 8a (Karte)             | Um 1200 (Bergfried); um 1910 oberer Teil und Gasthaus | Rundturm in Bruchstein, Gaststätte schlichter Putzbau, Terrasse in Bruchstein, entscheidende stadt- und landschaftsbildprägende sowie geschichtliche und wissenschaftliche Bedeutung. - Rundturm mit 21 m hohem mittelalterlichem Bruchsteinteil, 1910 auf 43 m erhöht, vom ehemaligen Schloss (nach Stadtbrand 1757 verfallen, später abgetragen) diverse Substruktionen und Gewölbe erhalten, zum Teil durch Gaststätte überbaut - Gaststätte: schlichter, später überformter Putzbau mit Walmdach, Zugang zum Schlossturm | 09234960 |
| Weitere Bilder                          | Ehemaliges Forstrentamt und Bergamt (jetzt Verkehrsamt) in halboffener Bebauung | Schloßstraße 10 (Karte)             | Nach 1834 | Schlichter Putzbau mit Segmentbogenportal und Walmdach, von stadtbildprägendem und ortsgeschichtlichem Wert. Zweigeschossig, siebenachsig, Türgewände mit zweiflügeliger originaler Tür, älteres Kellergewölbe (vermutlich noch auf das Gebäude des ehemaligen Rittergutes ohne Turm zurückgehend). | 09234959 |
| Weitere Bilder                          | Ehemaliges Herrenhaus (Nr. 11) eines Rittergutes, jetzt Museum, mit Nebengebäude (Nr. 11a), Pechpfanne und vier Steinkreuze                                                                                             | Schloßstraße 11, 11a (Karte)        | bezeichnet mit 1757 (Herrenhaus); 18./19. Jahrhundert (Pechpfanne); nach 1834 (Wirtschaftsgebäude)                                                                             | Herrenhaus gut proportionierter Putzbau, Rittergut von städtebaulicher, stadtgeschichtlicher und wissenschaftlicher Bedeutung. - Herrenhaus: zweigeschossig, sieben mal sieben Achsen, an jeder Seite Mittelrisalit, Zeltdach (vor 1834 Mansarddach), Eingang mit kleiner Attika und Adelswappen von der Planitz (1757), im Keller zwei große Tonnengewölbe, 2005 saniert - Drei Nebengebäude (ehemals Stallungen, jetzt Wohnungen bzw. Diensträume): zweigeschossige schlichte Trakte, Anlage in der Art eines Dreiseithofes; östliches Gebäude zwischen 2008 und 2010 abgerissen, die beiden restlichen zwischen 2013 und 2016 - Pechpfanne: 2011 von Schulgasse aus Rebesgrün, Gemarkung Reumtengrün, Flurstück 336 hierher umgesetzt, aus Granit, quadratisch mit schüsselartiger Vertiefung - Vier Steinkreuze: 2011 von Rodewischer Straße aus Auerbach, Gemarkung Auerbach, Flurstück 37/2 hierher umgesetzt. Größtes Steinkreuz: Form eines Malteserkreuzes mit eingearbeiteter Darstellung eines Schwertes, in den Kreuzarmen kleine Malteserkreuze. | 09234958 |
| Direkt Bild zu diesem Denkmal hochladen | Portal eines Wohnhauses | Schneeberger Straße 8 (Karte)       | Bezeichnet mit 1786 | Granitenes Segmentbogenportal, ortsentwicklungsgeschichtlich von Bedeutung | 09234834 |
| Direkt Bild zu diesem Denkmal hochladen | Meilenstein | Schönheider Straße (Karte)          | 19. Jahrhundert | Königlich-Sächsischer Meilenstein, verkehrsgeschichtlich von Bedeutung | 09234976 |
| Direkt Bild zu diesem Denkmal hochladen | Wohnhaus in offener Bebauung | Schulstraße 1 (Karte)               | 1892–1893; Inneres um 1910 | Schlichter historisierender Putzbau, von stadtbildprägendem und wissenschaftlichem Wert (Interieur zum Teil in ausgezeichnetem Originalzustand). Zweigeschossig, Fenster modernisiert, Fassade vereinfacht. Qualitätvolles originales Interieur: Diele mit Holzvertäfelung, Treppenhaus, Türen, Fenstersprossung und Verglasung. | 09234857 |
| Direkt Bild zu diesem Denkmal hochladen | Mietvilla mit Einfriedung | Schulstraße 5 (Karte)               | Um 1905 | Zeittypischer repräsentativer Putzbau mit aufwändigem Portal, von städtebaulichem und wissenschaftlichem Wert. Viergeschossig, zum Teil ausgebautes Dachgeschoss, markante Mansarddachlandschaft, asymmetrische Gestaltung durch Risalit, Krüppelwalmdächer, Giebel und anderes, Fassade im Originalzustand, Eingang mit Kolossalsäulen und Jugendstilelementen, gute originale Haustür. | 09234903 |
| Direkt Bild zu diesem Denkmal hochladen | Wohnhaus in geschlossener Bebauung | Schulstraße 13 (Karte)              | Bezeichnet mit 1905 | Zeittypischer historisierender Putzbau mit Erker, Balkons und Treppengiebel, von wissenschaftlichem und straßenbildprägendem Wert. Asymmetrische Gestaltung mit seitlichem Giebel, Erker und Balkons, guter Originalzustand: Fenstersprossung, Balkongitter, Haustür, Pendeltür im Eingangsbereich und anderes. | 09234904 |
| Direkt Bild zu diesem Denkmal hochladen | Wohnhaus in offener Bebauung | Seminarstraße 9 (Karte)             | Um 1880 | Gut proportionierter Putzbau im Stil des Historismus, von wissenschaftlicher und stadtbildprägender Bedeutung. Zweigeschossig, fünf mal drei Achsen, dreiachsiger Mittelrisalit dreigeschossig, Fenstersprossung zum Teil noch original, einer der wenigen erhaltenen Bauten der frühen Gründerzeit in der Stadt, seitlich Eingang mit Haustür um 1910. | 09234963 |
| Direkt Bild zu diesem Denkmal hochladen | Ehemaliges Königlich-Sächsisches Lehrerseminar | Seminarstraße 11 (Karte)            | 1876–1878, später überformt | Historisierender, palastartiger Bau von gewichtiger stadtbildprägender Bedeutung sowie regionalgeschichtlichem und wissenschaftlichem Wert. Mischbauweise gelber Klinker und Putz, Sockel Zyklopenmauerwerk, straßenseitig vorspringender Mittelteil von fünf Achsen mit Hauptportal, genutetem Sockelgeschoss, fünf hohen Fenstern (Archivolten mit plastischem klassizisierendem Dekor und Putti), vorkragendes Gesims mit Konsolenfries, Steildach, seitlich und rückseitig halbrunde Treppentürme mit oktogonalem Abschluss, Turnhalle im Hof abgebrochen. | 09234962 |
| Direkt Bild zu diesem Denkmal hochladen | Häuslerhaus | Sonnebergweg 1 (Karte)              | 17./18. Jahrhundert | Alte Ortslage Brunn, landschaftstypisches eingeschossiges Häusleranwesen, mit straßen- und ortsbildprägendem verschiefertem Zwerchhaus, sozialgeschichtlich von Bedeutung. Schlichter fünfachsiger Putzbau, Giebel und markantes Zwerchhaus verschiefert. | 09234977 |
|                                         | Gasthaus Die Harmonie in offener Bebauung | Sorgaer Straße 4 (Karte)            | 1892 | Klinkerbau mit historisierenden Werksteinelementen, zeitweise Sitz einer Freimaurer-Loge, von lokalgeschichtlichem, wissenschaftlichem und straßenbildprägendem Wert. Eingeschossig, Mittelteil zweigeschossig, Sockel Zyklopenmauerwerk, doppeltes Steildach, dreiachsiger Mittelteil risalitartig vorspringend mit repräsentativem Portal sowie kleinem Neorenaissancegiebel mit Aufschrift „Harmonie“, Fenster erneuert, Erdgeschoss nachträglich vergittert, längere Zeit Dienststelle des Landratsamtes, seit 1997 Leerstand. 1800/1801 Gründung der Gesellschaft Harmonie, Verein zur Geselligkeit und Gemeinnützigkeit, seit 1819 Sitz an der Sorgaer Straße, Gebäude auch Gasthof mit Kegelbahn, Sitz der Freimaurer-Loge Parzival, Harmonie-Gesellschaft löste sich 1937 auf, dann Kfz-Werkstatt im Gebäude, bis 1996 Kfz-Zulassungsstelle. | 09234961 |
| Direkt Bild zu diesem Denkmal hochladen | Wohnhaus in offener Bebauung, mit Anbau | Sorgaer Straße 39 (Karte)           | Um 1910 | Putzbau mit wenigen dekorativen Details und charakteristischem hohem Mansarddach, wissenschaftlicher Wert. Dreigeschossig, ausgebautes Dachgeschoss, Seiteneingang mit eingeschossigem Vorhaus, fünfseitiges Treppenhaus, Anbau eingeschossig, Fassade und Haustür original. | 09234964 |
| Direkt Bild zu diesem Denkmal hochladen | Mietshaus in geschlossener Bebauung | Stauffenbergstraße 13 (Karte)       | Um 1910 | Streng gegliederte Putzfassade mit Erker, Reformstil-Architektur, baugeschichtlich von Bedeutung | 09305149 |
| Direkt Bild zu diesem Denkmal hochladen | Postamt in offener Bebauung mit Nebengebäude | Willy-Brandt-Straße 6 (Karte)       | 1928 | Auf dreiseitigem Terrain gelegener Putzbau mit barockisierenden Elementen, von maßgebender städtebaulicher Bedeutung, stadtgeschichtlichem und wissenschaftlichem Wert, bemerkenswerter Originalzustand. Dreigeschossige Dreiflügelanlage im Anklang an barocke bzw. frühklassizistische Palais, konkav eingeschwungene fünfachsige Fassade: von toskanisierenden Säulen flankiertes Portal, darüber Altan, Vertikalgliederung durch Pilaster mit Vasenbekrönung, Seitenflügel siebenachsig, Mansarddächer, dreiachsige Seitenrisalite, an den Enden der Seitenflügel als quadratische Stirnbauten mit steilen Walmdächern gestaltet, Kopfbau ebenfalls mit Walmdach, pavillonartige eingeschossige Nebengebäude, durch Einfriedungsmauer mit dem Hauptbau verbunden, Innenhof mit rundbogigen Einfahrten, Fassaden sowie Schalterhallen in gutem, in dieser Art nur noch selten anzutreffendem Originalzustand, vollendet 1928. | 09234914 |
| Direkt Bild zu diesem Denkmal hochladen | Ehemaliges Finanzamt in offener Bebauung, später Pflegeheim | Willy-Brandt-Straße 14 (Karte)      | Um 1925 | Barockisierender Putzbau mit repräsentativem Mittelportal, wissenschaftliche Bedeutung, bemerkenswertes Beispiel der Barockrezeption in den 1920er Jahren sowie weitgehender Originalzustand. Dreigeschossig, neunachsig, traufständig, ausgebautes Mansarddach, im zweiten Geschoss Balkon auf Konsolen mit schmiedeeiserner Brüstung, Mittelachse von Kolossalpilastern flankiert, diese mit ionisierenden Kapitellen und Vasen abgeschlossen – an friederizianische Architektur erinnernd, Fassade und Haustür noch original. | 09234913 |
| Direkt Bild zu diesem Denkmal hochladen | Wasserturm | Zeppelinstraße (Karte)              | Bezeichnet mit 1911 | Städtische Wasserwerke Auerbach Hochbehälter III, baugeschichtlich und technikgeschichtlich von Bedeutung. | 09234759 |

### Ehemalige Denkmäler (Auerbach)
| Bild                                    | Bezeichnung                                                               | Lage                         | Datierung                                             | Beschreibung | ID       |
| --------------------------------------- | ------------------------------------------------------------------------- | ---------------------------- | ----------------------------------------------------- | --- | -------- |
| Direkt Bild zu diesem Denkmal hochladen | Geschäftshaus in halboffener Bebauung                                     | Göltzschtalstraße 40 (Karte) | 1911–1912                                             | Zeittypischer monumentaler Putzbau von gewichtiger straßenbildprägender (Lage an Straßenkurve) und wissenschaftlicher Bedeutung. Viergeschossig, über dem dritten Geschoss markantes pultdachartiges Traufgesims, Gliederung nur durch architektonische Elemente, zum Beispiel Lisenen, Flachgiebel, Fenster noch im Originalzustand, heute AOK-Gebäude, erbaut als Ausstellungshaus der Vogtländischen Kunstmöbel-Industrie AG Ernst Seidel Auerbach. 2017 oder 2018 abgerissen. | 09234902 |
| Direkt Bild zu diesem Denkmal hochladen | Wohnhaus in offener Bebauung und in Ecklage, vormals Haus der Weberinnung | Kirchstraße 2 (Karte)        | 16. Jahrhundert (Grundmauern); nach 1834 Wiederaufbau | Von stadtbildprägender und stadtgeschichtlicher Bedeutung. Zweigeschossiges Gebäude, granitenes Türgewände. 2016 abgerissen. | 09234893 |

## Beerheide
| Bild                                    | Bezeichnung | Lage                                 | Datierung             | Beschreibung | ID       |
| --------------------------------------- | --- | ------------------------------------ | --------------------- | --- | -------- |
| Direkt Bild zu diesem Denkmal hochladen | Sachgesamtheitsbestandteil der Sachgesamtheit Eisenbahnstrecke Chemnitz–Aue–Adorf, Abschnitt Schönheide –Muldenberg, Teilabschnitt Auerbach/Vogtl., Ortsteil Beerheide | (Flurstücke 606/1 und 475/1) (Karte) | 1875                  | Teilstück der Eisenbahnstrecke Chemnitz–Aue–Adorf zwischen Bahnhof Schönheide Ost (km 71,275) und Bahnhof Muldenberg (km 89,400), technikgeschichtlich und regionalhistorisch bedeutsam. Sachgesamtheitsteile: Gleisanlagen, Signal-, Sicherungs- und Fernmeldeanlagen, Bahnsteig- und Gleisfeldbeleuchtung und Streckenkilometrierung, weiterhin mit folgenden Bestandteilen als Sachgesamtheitsteile: - bei km 84,460 Durchlass - bei km 84,470 Fernsprechbude Nr. 82a - bei km 84,620–84,660 Stahlträgerbrücke über die Zwickauer Mulde - bei km 85,325 Durchlass - bei km 85,890 Brücke über die Straße Jägersgrün–Muldenberg - bei km 85,890 und km 86,720 zwei Durchlässe | 09247514 |
| Direkt Bild zu diesem Denkmal hochladen | Friedhofskapelle | Rempesgrüner Straße 24 (Karte)       | Um 1890               | Alte Ortslage Hauptbrunn, historisierender Ziegelbau mit fünfseitigem Ostabschluss, im Rundbogenstil des 19. Jahrhunderts, ortshistorische Bedeutung. Bruchsteinsockel, Graniteckquader, roter Klinkerbau mit Fassadengliederung durch vertikale Bänder, Westportal (Sandstein), Rundbogen mit Dreiecksverdachung auf zwei Pilastern (Tür neu), seitlich Fensterbögen mit glasierten Klinkern betont, Walmdach, Fensterarmierung und teilweise Bleiglasfenster erhalten. | 09234997 |
| Direkt Bild zu diesem Denkmal hochladen | Wegestein | Schallerbachstraße (Karte)           | Vermutlich um 1935    | Verkehrstechnisches Denkmal, Naturstein, bezeichnet mit „nach Georgengrün Rautenkranz u. nach Reiboldsgrün“ | 09234999 |
| Direkt Bild zu diesem Denkmal hochladen | Wohnstallhaus (Umgebinde) | Straße des Friedens 93 (Karte)       | Mitte 19. Jahrhundert | Eingeschossiges Gebäude mit unveränderten ortstypischen Baudetails in traditioneller Bauweise (Blockstube, Umgebinde), Denkmal der Ortsgeschichte als Beispiel ländlicher Lebensweise. Vorderer Teil Blockbau mit Umgebinde verbrettert, Giebelfachwerk verbrettert, Stallteil massiv und verputzt, rückseitig massiv ersetzte Bohlen, verputzt, Satteldach. | 09234998 |

## Rebesgrün
| Bild                                    | Bezeichnung                                              | Lage                                        | Datierung         | Beschreibung | ID       |
| --------------------------------------- | -------------------------------------------------------- | ------------------------------------------- | ----------------- | --- | -------- |
| Weitere Bilder                          | Wasserturm                                               | Alte Falkensteiner Straße 2 (neben) (Karte) | 1925–1926         | Als Landmarke neben einem Trinkwasserbassin errichtet, von landschaftsprägendem,ortsgeschichtlichem und versorgungsgeschichtlichem Wert. Viergeschossiger Wasserturm auf oktogonalem Grundriss, Putzgliederung (Faschen, rechteckige Putzfelder) Rundfenster (alte Fenster), in den Obergeschossen liegende Rechteckfenster, geschweifte Haube, Biberschwanzdeckung, achtseitiger Putzbau durch Lisenen gegliedert, Inschrift über der Eingangstür: „...und dennoch 1925–26“, im Inneren Reste der wassertechnischen Anlage, Treppen, Geländer und Elektro-/Beleuchtungsanlage original erhalten, im Erdgeschoss wassertechnische Anlage des ZWAV. | 09234969 |
| Direkt Bild zu diesem Denkmal hochladen | Friedhofskapelle                                         | Friedensstraße (Karte)                      | Nach 1900         | Alte Ortschaft Rebesgrün, ortsgeschichtliches Denkmal. Eingeschossiger Putzbau mit Satteldach (Pappe), Putzfassade mit kannelierten Ecklisenen und Kämpfer, Rundbogenportal mit Granitgewände, kannelierte Holztür mit Oberlicht, Granitstufen, traufseitig Rundbogenfenster mit strahlenförmigem Oberlicht, originale Holzfenster, Sockel Bruchstein (Granit), profilierte Traufe, Inschrift (farbig) an der Fassade: „Selig sind die da Leid tragen, denn sie werden Gottes Kinder heißen“, Fensterfaschen, an Giebelspitze Kreuzaufsatz. | 08985713 |
| Direkt Bild zu diesem Denkmal hochladen | Ehemalige Schule, heute Wohnhaus                         | Hauptstraße 59 (Karte)                      | Um 1900           | Historisierender Klinkerbau, dominanter Baukörper von ortsgeschichtlicher Bedeutung. Zweigeschossiger Klinkerbau, Sockel Polygonalmauerwerk (Granit), Kellerfenster: Sturzbögen, Klinker, im Erdgeschoss Segmentbogenfenster mit Schlussstein, Sandsteingewände, Obergeschoss Rechteckfenster, neun Fensterachsen traufseitig, Mittelrisalit mit hohem Eingangsportal Segmentbogengewände mit Schlussstein, originale Holztür mit Oberlicht, flaches Walmdach (Pappe), stark profiliertes Gesims und Traufe, mittig Schleppgaupe, giebelseitig Sandstein-Inschrifttafel: „Kommt, lasst uns unsren Kindern leben“. | 08985710 |
|                                         | Kriegerdenkmal für die Gefallenen des Ersten Weltkrieges | Hauptstraße 59 (gegenüber) (Karte)          | 1925 (Einweihung) | Ortsgeschichtliches Denkmal von ausgewogener Gestalt. Würfelförmiger Gedenkstein aus bayrischem Muschelkalk auf abgetrepptem Sockel, abgeschrägte flache Abdeckplatte, leicht gekehltes Gesims mit Inschrift: „Die Toten mahnen“, an allen vier Seiten die Namen der 75 Gefallenen, vier eingetiefte rechteckige Inschrifttafeln und Eichenlaubrelief, alter Baumbestand. | 08985711 |
| Direkt Bild zu diesem Denkmal hochladen | Pfarrhaus (mit Kirchgemeindesaal)                        | Schillerstraße 10 (Karte)                   | 1920er Jahre      | Putzbau im Stil des Art déco, mit wertvollen originalen Details, ortshistorisches und baugeschichtliches Zeugnis. Dreigeschossiger Putzbau, Kellersockel: bossierte Granitquader, traufseitig zur Straße fünf Fensterachsen, Erdgeschoss und erstes Obergeschoss durch Brüstungsfelder der Fenster zusammengefasst, darüber stark profiliertes vorkragendes Gesims (verschiefert), Walmdach (Eternit), Fledermausgaupen, giebelseitig Eingangsportal mit Treppenaufgang (Granitstufen), Mauer mit Kugelaufsatz, seitlich Pilaster mit gezackten Kapitellen, zwei Laternen, quadratischem Sturz, originale Eingangstür (Holz, Bleiglas), Oberlicht mit figürlicher Darstellung (Luther), Inschrift: „Ein feste Burg ist unser Gott“, Bleiglas, farbiges Fensterglas, originales Türschloss, im Windfang an Rückseite Treppenhausturm mit zweitem Eingang (Dreiecksgiebel, Putzgliederung), Turm mit hölzerner Laterne, Uhr, Kreuzaufsatz, originaler Edelputz, andere Giebelseite mit flachem Kastenerker (erstes und zweites Obergeschoss), massive Konsolen, Drillingsfenster mit Dreiecksverdachung im ersten Obergeschoss, Zwerchgiebel mit gezacktem Giebel. | 08985712 |

## Reumtengrün
| Bild                                    | Bezeichnung                                              | Lage                                             | Datierung              | Beschreibung | ID       |
| --------------------------------------- | -------------------------------------------------------- | ------------------------------------------------ | ---------------------- | --- | -------- |
| Direkt Bild zu diesem Denkmal hochladen | Wohnhaus                                                 | Auerbacher Straße 17 (Karte)                     | Um 1905                | Historisierende Klinkerfassade mit Schwebegiebel, Anklänge an den Schweizer Stil, von straßenbildprägender und baugeschichtlicher Wirkung. Eingeschossiger Klinkerbau, Kunststeingliederung, Sockelgeschoss bossierte Granitquader, im Erdgeschoss profilierte Fenstergewände, gerade Fensterverdachung mit floraler Gestaltung im rundbogigen Giebelfeld, zur Straße traufseitig Zwerchgiebel, Satteldach (Pappe), profilierte Knaggen, giebelseitig Schwebegiebel mit Knauf (floral gestaltet) im Zwerchgiebel und Giebeldreieck Vorhangbogenfenster und Rundfenster, Satteldach-Gaupen, giebelseitig Eingangshäuschen mit Treppenaufgang. | 08985709 |
| Direkt Bild zu diesem Denkmal hochladen | Kriegerdenkmal für die Gefallenen des Ersten Weltkrieges | Reumtengrüner Hauptstraße 48 (gegenüber) (Karte) | Um 1920                | Dominantes ortshistorisches Denkmal. Gedenkstein auf stufenförmigem Sockel (Granit), an Stirnseite des Granitquaders Inschrift mit den Namen der Gefallenen: „aus Dankbarkeit gewidmet“, Bekrönung durch Vollplastik (Granit) eines schlafenden Löwen. | 08985706 |
| Direkt Bild zu diesem Denkmal hochladen | Wohnstallhaus eines Vierseithofes                        | Reumtengrüner Hauptstraße 60 (Karte)             | Anfang 19. Jahrhundert | Obergeschoss Fachwerk verschiefert, schön gestalteter Fachwerkbau, baugeschichtliches Zeugnis der ländlichen Bau- und Lebensweise vergangener Zeiten. Wohnstallhaus zweigeschossig, Erdgeschoss massiv, verputzt, Zierschiefer, Krüppelwalmdach, hofseitig zwei Eingänge (Türen erneuert), originale Fenstergrößen, Schieferdach, altdeutsche Deckung, Erdgeschoss leicht vorkragend, im Stall preußische Kappen und Granitfresstrog. | 08985792 |
| Direkt Bild zu diesem Denkmal hochladen | Wohnstallhaus eines Bauernhofes                          | Reumtengrüner Hauptstraße 72 (Karte)             | Bezeichnet mit 1835    | Obergeschoss Fachwerk verputzt, Zeugnis bäuerlicher Wohn- und Lebensweise vergangener Zeiten, im Hof zwei aufwändig gearbeitete Segmentbogenportale, baugeschichtlich von Bedeutung. Wohnstallhaus zweigeschossig, Erdgeschoss massiv, verputzt, hofseitig zwei Segmentbogenportale (geohrt, fein profiliertes Granitgewände), bezeichnet mit 1835 und „CGS“ im Schlussstein, im Keller Tonnengewölbe, Krüppelwalmdach (Pappe). | 08985793 |
|                                         | Schule                                                   | Schulgasse 2 (Karte)                             | Bezeichnet mit 1905    | Markanter ortsbildprägender Bau, im Stil des Späthistorismus, von ortsgeschichtlicher Bedeutung. Zweigeschossiger Massivbau, verputzt mit Klinkergliederung, hoher Sockel (Zyklopenmauerwerk, Granit), neun Fensterachsen, Segmentbogenfenster mit Schlussstein, Klinker Fensterfaschen, Mittelachse betont durch Zwerchgiebel (geschwungen mit rundbogiger Bekrönung und Uhr), darüber Kartusche mit Inschrift bezeichnet mit 1905, Granittürgewände mit Profilierung (Rundstab), innen Terrazzofußboden (mit Rosette), Krüppelwalmdach (Pappe), quadratischer Dachreiter mit Laterne und Glocke, Welsche Haube und Wetterfahne.            | 08985707 |
| Weitere Bilder                          | Drei Pechpfannen                                         | Schulgasse 4 (gegenüber) (Karte)                 | 18./19. Jahrhundert    | Wirtschaftshistorisches Zeugnis der Pechgewinnung im Vogtland. Vier (drei sichtbar) Pechpfannen (Griebenherde) aus Granit, quadratisch mit schüsselartiger Vertiefung. Größe: 85 × 91 × 32 cm, 88 × 99 × 34 cm, 97 × 97 × 37 cm und 104 × 96 × 94 × 106 cm, h = 36 cm. | 08985714 |

## Schnarrtanne
| Bild                                    | Bezeichnung | Lage                                                     | Datierung | Beschreibung | ID       |
| --------------------------------------- | --- | -------------------------------------------------------- | --- | --- | -------- |
| Weitere Bilder                          | Carlsturm (Aussichtsturm) | (Gemarkung Grünheide, Flurstück 87) (Karte)              | Bezeichnet mit 1880 | Stiftung des Chefarztes der Lungenheilanstalt Reiboldsgrün, Dr. Carl Driver, mit landschaftsprägendem und ortsgeschichtlichem Wert. Achtseitiger Grundriss, Putz erneuert, gusseiserne Gedenktafel bezeichnet mit 1880. | 09234979 |
| Direkt Bild zu diesem Denkmal hochladen | Kriegerdenkmal für die Gefallenen des Ersten Weltkrieges | Albertsberger Straße 7 (bei) (Karte)                     | Nach 1918 | Schlichter rötlicher Granitstein auf vierseitigem Sockel mit Inschrift, ortsgeschichtlich von Bedeutung | 09234993 |
| Weitere Bilder                          | Teile der Heilstätte Albertsberg (später Sächsisches Krankenhaus für Kinder- und Jugendpsychiatrie), bestehend aus Mehrzweckgebäude (ehemals Beamtenhaus, Nr. 10) und Wohnhaus (Erweiterungsbau genannt, Nr. 7/8) | Carolagrüner Straße 7, 8, 10 (Karte)                     | 1896 (Heilanstalt, Haus Nr. 10); um 1910 (Heilanstalt, Haus Nr. 7/8) | Alte Ortschaft Albertsberg, in Waldlandschaft gelegen, Mehrzweckgebäude mit Dachreiter und Uhr, regionalgeschichtlicher, wissenschaftlicher und landschaftsprägender Wert. Ursprünglich erfasst als Sachgesamtheit. Teile einer Heilanstalt, bestehend aus Mehrzweckgebäude (ehemals Beamtenhaus, Nummer 10) und Klinikgebäude (ohne Hausnummer, neben Nummer 10), einem Wohnhaus (Erweiterungsbau genannt, Nummer 7/8) und ehemaliger Leichenhalle (hinter Nummer 10). Hauptgebäude: Portal um 1925–1930, sogenanntes Mehrzweckgebäude (Nummer 10) mit Dachreiter und Uhr. Ehemalige Kapelle (Nummer 1), später sogenannte Kaschemme, Holzbau mit Krüppelwalmdach, Streichung 2014. | 09234744 |
| Direkt Bild zu diesem Denkmal hochladen | Meilenstein | Rautenkranzer Straße (Karte)                             | Nach 1858 | Königlich-Sächsischer Meilenstein, Halbmeilenstein, verkehrsgeschichtlich von Bedeutung, Inschrift verwittert, alte Ortslage Grünheide | 09234980 |
| Direkt Bild zu diesem Denkmal hochladen | Forsthaus Grünheide (Umgebinde) mit Garten und Einfriedung | Rautenkranzer Straße 2 (Karte)                           | Um 1910/1920 | Alte Ortschaft Grünheide, reizvoller landschaftstypischer Holzbau im Originalzustand, wissenschaftlicher Wert. Eingeschossig, Stirnseite mit Umgebindekonstruktion, Krüppelwalmdach, Eingang ursprünglich offen, Tür nachträglich eingebaut, rückseitig Heuboden und Waschhaus, außen und innen vollständig original, Dach erneuert. | 09234982 |
| Direkt Bild zu diesem Denkmal hochladen | Paul-Gerhardt-Kirche mit Pfarr- und Gemeindehaus | Schönheider Straße 202 (Karte)                           | 1926 | Schlichter Putzbau mit Dachreiter, im Heimatstil, von ortsgeschichtlicher und wissenschaftlicher Bedeutung. - Schlichter Kirchsaal mit komplett erhaltener Ausstattung: Gestühl, qualitätvolle originale Farbverglasung hinter dem Altar mit Stiftungsinschrift (Jahreszahl 1926), Altarkruzifix aus der Kapelle Albertsberg (ursprüngliches Kruzifix im Vorraum), Kanzel und Taufe (Holz) überstrichen (bei der Taufe noch ursprüngliche Farbfassung erkennbar) - Pfarrhaus: zweigeschossig, Obergeschoss verschiefert, Walmdach mit Dachgaupen, Fenster und Einrichtung zum Teil noch original, Eingangstür modernisiert | 09234994 |
| Direkt Bild zu diesem Denkmal hochladen | Denkmal für die Gefallenen des Ersten Weltkrieges | Schönheider Straße 202 (neben) (Karte)                   | Nach 1918 | Aus verschiedenen Granitblöcken, Bronzeadler, ortsgeschichtlich von Bedeutung | 09234995 |
| Direkt Bild zu diesem Denkmal hochladen | Mittelbau eines Schulgebäudes | Schönheider Straße 204 (Karte)                           | Bezeichnet mit 1901 | Bemerkenswerter zweigeschossiger, historisierender Bauteil, Klinkerfassade mit Uhrgiebel und markantem Dachreiter, von ortsbildprägender und wissenschaftlicher Bedeutung. Im Dachreiter Uhrglocke (transloziert), im Eingangsbereich zwei Wandgemälde von Erich Pötzscher, bezeichnet mit 1938: „Überfall am Hahnenhaus 1639“, „Das alte Hahnhaus“. | 09234996 |
| Weitere Bilder                          | Teile der Heilstätte Carolagrün (später Sächsisches Krankenhaus für Kinder- und Jugendpsychiatrie), bestehend aus Hauptgebäude (Nr. 2, mit angebauter Kapelle) und Verwaltungsgebäude (Nr. 1)                     | Stauseestraße 1, 2 (Karte)                               | 1899–1900 (Hauptgebäude); 1906 (Anbau der Kapelle) | Alte Ortschaft Carolagrün, in Waldlandschaft gelegen, Hauptgebäude ein Putzbau mit historisierenden Elementen und malerischer Dachlandschaft, Kapelle ein Holzbau mit Dachreiter, regionalgeschichtliche, wissenschaftliche und landschaftsprägende Bedeutung. - Hauptgebäude: Putzbau aus verschiedenen Bauteilen mit historisierenden Elementen und malerischer Dachlandschaft, Fassade nur zum Teil noch im Originalzustand - Kapelle: Holzbau mit Dachreiter im Originalzustand, Inneres nach 1949 Kantine bzw. Gaststätte - Verwaltungsgebäude: Putzbau mit erneuerter Fassade, Dachreiter mit Uhr | 09234868 |
| Weitere Bilder                          | Heilstätte Bad Reiboldsgrün (Sachgesamtheit) | Waldhofstraße 1, 3, 7, 9 (Zur Quelle 19, 20, 22) (Karte) | Ende 19. Jahrhundert (Speisesaal, Haus 4); um 1900 (sogenanntes Wiesenhaus, Haus 19); um 1905 (Verwaltung, Haus 7); um 1900/1910 (Mehrzweckgebäude, Haus 10, sowie Kraftwagenhalle, Haus 20) | Sachgesamtheit Heilstätte Bad Reiboldsgrün, mit folgenden Einzeldenkmalen: Kurhaus (Waldhofstraße 1) und Speisesaal (ehemaliger Kasinobau, Waldhofstraße 3), Kapelle (Zur Quelle 22) und Quellhaus der Christiane-Eberhardine-Quelle (nahe Zur Quelle 17), siehe Einzeldenkmal 09300571), weiterhin der ehemalige Kurpark und die Allee sowie mit den Sachgesamtheitsteilen: Verwaltungsgebäude (Waldhofstraße 7), ehemalige Kraftwagenhalle (Zur Quelle 20) und sogenanntes Wiesenhaus (Zur Quelle 19); alte Ortschaft Reiboldsgrün, größtenteils erhaltene Anlage der ältesten Lungenheilstätte Sachsens von sozialgeschichtlicher, baugeschichtlicher und landschaftsgestaltender Bedeutung [Bauten ohne Denkmalwert innerhalb der Sachgesamtheit: Werkstatt des ehemaligen Teichhauses neben Zur Quelle 19 und Wohnhaus Waldhofstraße 9]. | 09234773 |
| Weitere Bilder                          | Kurhaus (Waldhofstraße 1) und Speisesaal (ehemaliger Kasinobau, Waldhofstraße 3), Kapelle (Zur Quelle 22) und Quellhaus der Christiane-Eberhardine-Quelle (nähe Zur Quelle 17), Einzeldenkmale zu ID-Nr. 09234773 | Waldhofstraße 1, 3 (Zur Quelle 22) (Karte)               | 1888 (Nr. 1, Hauptgebäude, sogenanntes Winterheim); 1930 (Krankenhauskapelle); 1932 (Quellhaus)                                                                                              | Einzeldenkmale der Sachgesamtheit Heilstätte Bad Reiboldsgrün; alte Ortschaft Reiboldsgrün, original erhaltene Bauwerke der ersten Lungenheilstätte Sachsens, von regionalgeschichtlicher, sozialgeschichtlicher und baugeschichtlicher Bedeutung | 09300571 |

## Tabellenlegende
- Bild: Bild des Kulturdenkmals, ggf. zusätzlich mit einem Link zu weiteren Fotos des Kulturdenkmals im Medienarchiv Wikimedia Commons. Wenn man auf das Kamerasymbol klickt, können Fotos zu Kulturdenkmalen aus dieser Liste hochgeladen werden:
- Bezeichnung: Denkmalgeschützte Objekte und ggf. Bauwerksname des Kulturdenkmals
- Lage: Straßenname und Hausnummer oder Flurstücknummer des Kulturdenkmals. Die Grundsortierung der Liste erfolgt nach dieser Adresse. Der Link (Karte) führt zu verschiedenen Kartendiensten mit der Position des Kulturdenkmals. Fehlt dieser Link, wurden die Koordinaten noch nicht eingetragen. Sind diese bekannt, können sie über ein Tool mit einer Kartenansicht einfach nachgetragen werden. In dieser Kartenansicht sind Kulturdenkmale ohne Koordinaten mit einem roten bzw. orangen Marker dargestellt und können durch Verschieben auf die richtige Position in der Karte mit Koordinaten versehen werden. Kulturdenkmale ohne Bild sind an einem blauen bzw. roten Marker erkennbar.
- Datierung: Baubeginn, Fertigstellung, Datum der Erstnennung oder grobe zeitliche Einordnung entsprechend des Eintrags in der sächsischen Denkmaldatenbank
- Beschreibung: Kurzcharakteristik des Kulturdenkmals entsprechend des Eintrags in der sächsischen Denkmaldatenbank, ggf. ergänzt durch die dort nur selten veröffentlichten Erfassungstexte oder zusätzliche Informationen
- ID: Vom Landesamt für Denkmalpflege Sachsen vergebene, das Kulturdenkmal eindeutig identifizierende Objekt-Nummer. Der Link führt zum PDF-Denkmaldokument des Landesamtes für Denkmalpflege Sachsen. Bei ehemaligen Kulturdenkmalen können die Objektnummern unbekannt sein und deshalb fehlen bzw. die Links von aus der Datenbank entfernten Objektnummern ins Leere führen. Ein ggf. vorhandenes Icon  führt zu den Angaben des Kulturdenkmals bei Wikidata.

## Ausführliche Denkmaltexte
1. ↑  Wasserturm in der Zeppelinstraße:
Bereits seit 1876 gab es in Auerbach ein zentrales Wasserversorgungsnetz, das auf dem natürlichen Gefälle des städtischen Bodenreliefs fußte. An der Jahrhundertwende vom 19. zum 20. Jahrhundert erlebte die Stadt einen starken wirtschaftlichen Aufschwung und damit verbunden innerhalb weniger Jahrzehnte einen enormen Bevölkerungszuwachs. Um eine stabile Wasserversorgung auch für alle neuen Haushalte gewährleisten zu können, ergänzte man das bestehende Wassernetz 1911 um einen Hochbehälter (Hochbehälter III des Städtischen Wasserwerks) mit zugehörigem Wasserturm und wählte als Standort die Anhöhe des Bendelsteins südwestlich des Ortskerns.

Der Wasserturm zeichnet sich durch seine markante Ausgestaltung in Form eines zinnenbekrönten Burgturms aus. Er überragt das durch den zugehörigen Erdhochbehälter gebildete, zirka 40 Meter mal 60 Meter große Plateau und wird über eine doppelläufige Treppenanlage erschlossen. Oberhalb des Eingangs zum Erdbehälter findet sich die Inschrift „Städt. Wasserwerk Auerbach, Hochbehälter III, Erbaut 1911“. Während Sockelgeschoss und Eingangsbereich des Turmes verputzt und hell gefasst sind, setzt sich der runde Turmschaft aus Natursteinquadermauerwerk deutlich davon ab. Er wird über eine umlaufende Reihe quadratischer Fenster belichtet und oben von einem hell gefassten Zinnenkranz abgeschlossen.

Die äußere Gestalt des Turmes, der eine weithin sichtbare Landmarke darstellt, zeigt das Bemühen, Großprojekte der modernen Infrastruktur durch traditionelle Architekturformen in die umgebende Landschaft einzupassen und verleiht der Wasserversorgungsanlage baugeschichtlichen Wert. Zugleich kommt ihr als Zeugnis der Entwicklung der kommunalen Wasserversorgung Anfang des 20. Jahrhunderts eine technikgeschichtliche Bedeutung zu.
2. ↑  Wasserturm in der Alten Falkensteiner Straße:
Der schlanke, oktogonale Wasserturm mit zugehörigem Erdhochbehälter wurde in den Jahren 1925/26 zur Stabilisierung der örtlichen Wasserversorgung auf einer Anhöhe unweit der Bahnstrecke gebaut. Als Bauherr trat die Gemeinde Rebesgrün auf, die sich dem, in Zusammenhang mit dem Bau der Trinkwassertalsperre in Muldenberg bei Schöneck/Vogtl. gegründeten, überregionalen Wasserversorgungsverband Talsperre Muldenberg angeschlossen hatte. Der Entwurf geht auf Civilingenieur Walter Goebel aus Zwickau zurück, mit der Ausführung des mit Ziegeln ausgefachten und verputzten Betonskelettbaus war die Firma Gustav Richter A.G. aus Plauen betraut.

Das äußere Erscheinungsbild des 24 Meter hohen Turmes ist durch unterschiedliche Putzstrukturen und Fensterformate gegliedert: Während die tragenden Stützen lisenenartig durch Rauputz hervorgehoben sind, befinden sich dazwischen leicht eingetiefte, glatt geputzte und heller gefasste Rechteckfelder. In der Mitte des Turmschaftes ist eine Reihe Rundfenster angeordnet, darüber und direkt unterhalb der Traufe sorgen allseitig liegend rechteckige Fenster für Belichtung. Den oberen Abschluss bildet ein flaches, geschweiftes Haubendach. Die Aufschrift „...und dennoch 1925–1926“ über dem schlichten Eingang zeugt von den schwierigen Umständen der Errichtung des Turmes zu Zeiten großer Arbeitslosigkeit und wirtschaftlicher Not. Hier ist ebenfalls das Datum der letzten Sanierung 2009 notiert. Die Erschließung des Behältergeschosses, das einen stählernen, zylindrischen Tank für 60 m³ Wasser enthält, erfolgt über eine dem Wandverlauf folgende Betonstufenwendeltreppe. Heute dient der Wasserturm vor allem als Aussichtsturm, in die örtliche Wasserversorgung ist nur noch der Erdbehälter (Fassungsvermögen 250 m³) eingebunden. Als Zeugnis der Entwicklung der kommunalen Wasserversorgung Anfang des 20. Jahrhunderts kommt dem Turm eine orts- und versorgungsgeschichtliche Bedeutung zu. Gleichzeitig ist er als Landmarke ortsbildprägend.
3. ↑  Heilstätte Bad Reiboldsgrün:
  - Geschichte:

1725 wurde die Quelle entdeckt, es folgte ein bescheidener Badebetrieb. Seit 1825 war die Quelle ungenutzt. 1873 kaufte der Chemnitzer Augenarzt Carl Driver das Grundstück und richtete hier die erste Lungenheilstätte Sachsens ein. Dr. med. Driver gilt als Initiator des Volksheilstättenwesens in Sachsen. Von Bad Reiboldsgrün ging diese Entwicklung in Sachsen aus. Den Ausgangspunkt der Anlage bildeten zwei einfache Bauernhäuser. Die neuen Bauten wurden im Bauernhausstil ergänzt. 1888 Erbauung des Kurhauses (sogenanntes Winterheim, Waldhofstraße 1). Zur Entstehungszeit fand dieses Gebäude durch seine Größe und Form große Beachtung. Es folgten der Casinobau mit Speisesaal, Küche und Gesellschaftsräumen (später Küchen- und Speisesaaltrakt, Waldhofstraße 3), ein Wäschereihaus, eine Elektrizitätsanlage, ein Wohnhaus für Ärzte, das Badehaus und das Brunnenhaus für die Christiane-Eberhardinen-Quelle. 1918 erfolgte die Übernahme der 66 ha großen Anlage sowie eines 38 ha großen Waldstücks durch den Sächsischen Heilstättenverein. Nun wurde auch Tierhaltung zur Versorgung der Patienten betrieben. Die Anlage diente als Sanatorium für den Mittelstand.
1927/28 Anbau an Kurhaus (mit Operationssälen) sowie Anlage zweier Liegehallen. 1930 Bau der kleinen Kapelle (unweit Waldhofstraße 19) nach Plänen von Curt Reimer, Dresden mit Innenausstattung und Ausmalung von Paul Rössler, Dresden Kunstakademie. Anlage des Parks mit ausländischen Nadelbäumen und Teichen (heute rudimentär erhalten und noch am Bodenprofil, Großgrün und an Wegeführung ablesbar).
Während des Zweiten Weltkrieges diente das Sanatorium als Lazarett. Nach Ende des Zweiten Weltkrieges bis 1965 TBC-Heilstätte, dann Schließung.
1966–2004 Kinder- und Jugendpsychiatrie Rodewisch. In diesem Zeitraum wurden ein Schwesternwohnheim und zwei Ärztewohnhäuser errichtet. Nach 1990 erfolgte der Abbruch des sogenannten Turmhauses (Waldhofstraße 6), einer Villa (Waldhofstraße 5) und des Teichhauses (neben der Kapelle). Die Anlage steht heute größtenteils leer. Die Gartenanlage ist ungepflegt und teilweise nur rudimentär erhalten. Die Teiche sind vermutlich verfüllt. Trotz allem ist die Anlage noch gut ablesbar, da die ältesten Hauptgebäude, die Wegeführung und der Baumbestand im Park noch erhalten sind.
Als ältester Lungenheilstätte Sachsens und Ausgangspunkt des Volksheilstättenwesens kommt der Anlage eine große geschichtliche Bedeutung zu. Durch den trotz aller Verluste noch guten Originalbestand ist die Funktionalität damaliger Heilstätten noch gut ablesbar, woraus sich die sozial- und baugeschichtliche Bedeutung ableitet.
Die Anlage wurde weit außerhalb der Stadt mitten im Wald errichtet, zunächst unter Nutzung eines alten Bauerngehöftes. Die neu entstehende Kuranlage wurde harmonisch in die natürliche Umgebung eingefügt. Der neue Park stellt ein wichtiges Verbindungselement zwischen den entstehenden Bauten und dem natürlichen Umfeld. Durch diese Maßnahmen wird das Landschaftsbild maßgeblich geprägt, woraus sich die landschaftsgestaltende Bedeutung der ehemaligen Kuranlage ableitet.

  - Gebäudebeschreibung:
    - Gebäude der Cristiane-Eberhardinen-Quelle: nahe Zur Quelle 17, pavillonartiger Klinker-Glas-Bau, 1932 von Curt Reimer (Dresden)
    - Kurhaus (Waldhofstraße 1): 1888 als sogenanntes Winterheim errichtet, 1927/28 erweitert, viergeschossiger historisierender Putzbau, fünfgeschossiger Eckturm mit Steildach, Ende 19. Jahrhundert
    - Küchen- und Speisesaaltrakt (Waldhofstraße 3): ehemaliges Casinogebäude, ursprünglich mit Speisesaal, Küche und Gesellschaftsräumen, bemerkenswerter eingeschossiger Bau mit Attika und Flachdach im Originalzustand, Ende 19. Jahrhundert
    - Sogenanntes Turmhaus (ursprünglich Waldhofstraße 6): zweigeschossig, Erdgeschoss verputzt, Obergeschoss holzverschalt, traufständig, Mittelgiebel mit Fachwerkelementen, Uhr und Dachreiter, um 1905, Abbruch nach 1995
    - Verwaltungsgebäude (auch Chefarzt-Villa, Waldhofstraße 7): im Originalzustand, um 1905
    - Mehrzweckhaus (Waldhofstraße 10, Flurstück 47/27): malerische Anlage (wie Nummer 6) mit holzverkleidetem Obergeschoss, Fachwerkelementen und Holzveranda (Originalzustand), um 1910, Abbruch vor 2013
    - Kapelle (Zur Quelle, interne Nummer 22): 1930 nach Plänen von Curt Reimer, Dresden mit Ausmalung und Dekoration von Paul Rössler, Dresdener Kunstakademie

  - Kurpark:
    - Kurpark mit Waldparkcharakter südöstlich des Kurhauses, die im Süden und Nordosten des Kurhause angrenzenden Waldflächen wurden als Spaziergebiete genutzt und als Liegewälder mit Liegehütten ausgestattet, die östlich angrenzenden Wiesen wurden ursprünglich für die anstaltseigene Tierhaltung (Milchwirtschaft, Schweine- und Geflügelzucht) genutzt
    - Erschließung: Wegeführung in vereinfachter Form erhalten, Wege mit Einfassung aus Theumaer Schiefer mit Regengerinne, Wasserelemente: die Heilstätte war für ihre Heilquelle (Eberhardinenquelle) bekannt, die 1932 ein modernes Quellhaus erhielt, der Park war ursprünglich mit zwei Teichen ausgestattet (dieser Bereich wurde als „Seepark“ bezeichnet), Teiche heute verfüllt (am Bodenrelief noch erkennbar)
    - Vegetation: wechselständige Allee aus Rosskastanien (Aesculus hippocastanum) bzw. Rosskastanien und Spitz-Ahorn (Acer platanoides) entlang des von Nordosten nach Südwesten verlaufenden Weges „Zur Quelle“, Altgehölzbestand aus unter anderem Rosskastanien (Aesculus hippocastanum), Berg-Ahorn (Acer pseudoplatanus), Spitz-Ahorn (Acer platanoides), Linden (Tilia spec.), Rot-Buchen (Fagus sylvatica), Stiel-Eichen (Quercus robur), Eschen (Fraxinus excelsior), Fichten (Picea abies), Lärchen (Larix decidua) und Tannen (Abies spec.) sowie Rhododendren (Rhododendron spec.)
    - Blickbeziehungen: vom Kurhaus und Park nach Osten und Süden in die Landschaft